# Luigi Alonzi
Luigi Alonzi, detto Chiavone (Sora, 19 giugno 1825 – Trisulti, 28 giugno 1862), è stato un brigante italiano.
Fedele a Francesco II delle Due Sicilie, operò con azioni di brigantaggio e guerriglia contro le truppe del Regio Esercito Italiano nella Terra di Lavoro settentrionale e, in particolare, nella zona di Sora. Distintosi in battaglia, fu insignito di diversi riconoscimenti dalla monarchia delle Due Sicilie; tuttavia, in seguito, fu condannato a morte dagli ufficiali stranieri inviati dagli stessi Borboni per supportarlo in quanto tradiva la causa dedicandosi a numerose attività criminali tipiche dei briganti.

## La nascita e i suoi primi anni
Nacque a Sora in contrada La Selva, nelle vicinanze della villa campestre della famiglia Branca, facente parte della parrocchia di San Silvestro, ove fu battezzato. La sua era una famiglia contadina, soprannominata Chiavone, termine dialettale che evoca la vigoria sessuale e la capacità di sedurre l'altro sesso. Esso appare nei carteggi ufficiali agli inizi del Seicento e forse deriva dalle prestazioni di qualche antenato, la famiglia Alonzi così l'interpretava vantandosene fino alla morte di Luigi, ultimo maschio e quindi ultimo “Chiavone”. Era figlio di Gaetano Alonzi e Concetta Lucarelli, nipote di Valentino Alonzi che era stato nominato nel 1799 luogotenente d'Isola del Liri dal brigante sanfedista Gaetano Mammone. Trascorse sotto le armi la gioventù per diciassette anni, iniziando come soldato e congedandosi come secondo sergente del battaglione Cacciatori della Guardia reale. Fu nominato guardia forestale nel comune di Sora, continuando l'attività del nonno Valentino.

## Le condizioni socio-economiche del sorano
Luigi si era "formato" all’ombra del nonno Valentino e delle sue radicate convinzioni. Valentino era fermamente convinto che i Mammone fossero stati vittime degli stessi che li avevano "spinti" e guidati: traditori della monarchia e della chiesa di cui lui era stato "eletto" paladino. Ne rimaneva autorizzato dai rischi mortali a cui si era esposto in gioventù per la difesa della Chiesa e della Corona, uno per tutti la difesa di Isola del Liri contro le soverchianti forze dei francesi nel 1799.
La Selva con 3 000 abitanti era il più popoloso borgo extraurbano di Sora: una specie di paese nel paese, sorgeva ai piedi dei Preappennini che sovrastano la vallata in cui si adagia Sora. Su queste montagne correva il confine tra lo stato pontificio e il regno delle due Sicilie. Gli abitanti di questi borghi, situati sul confine, praticavano il contrabbando eludendo le dogane e i dazi e trovando sostentamento in tali traffici. Questi borghi rurali trovavano sostentamento nella pastorizia e in colture agricole di sussistenza per cui il tenore di vita era molto basso, rasentando la miseria.
Nonostante la zona del sorano costituisse l'area più industrializzata dell'intera penisola, nonché una tra le più rinomate dell'intera Europa dando lavoro a migliaia di operai, la fame nei ceti bassi si acuiva nelle annate di carestia con estati troppo secche e afose, creando condizioni di vita molto difficili per quest'ultimi.
"In dieci anni (1847-1856) nel circondario di Sora, che contava 23 000 abitanti, si registrarono 345 "misfatti", come si chiamavano i reati gravi, e 2 275 "delitti", reati per così dire minori. Vi erano compresi 21 omicidi riusciti, 13 mancati e ben 1 258 violenze rubricate come minacce con percosse, ferite, stupri e sfregi."
In quel drammatico 1860, il popolo subì un grosso sconvolgimento politico, simile all’invasione francese del 1799, che lo mandò di nuovo in bestia.
Le prime azioni di Garibaldi erano state in effetti viste favorevolmente dal popolo. Ma a seguito di numerose chiusure forzate delle industrie del sorano, e l'atteggiamento ostile dei “liberatori”, il popolo fu incline al ritorno dei Borboni e si scatenò più forte che mai il fenomeno del brigantaggio filo-borbonico.
A causa dell'estrema povertà, ci furono alcune rivolte e un forte senso di disprezzo verso quelli che si presentavano come "liberatori", come dimostrato dalle numerose scritte su alcuni palazzi di Sora ed Isola del Liri, poiché i contadini pretendevano di avere in regalo la terra, che in realtà apparteneva ai grandi proprietari terrieri, spesso velocemente schieratisi dalla parte "piemontese". 
I lavoratori della Terra di Lavoro erano i più danneggiati dalla crisi economica e politica seguita alla guerra. Così, al grido di "Piemontesi invasori, andatevene a casa!" prese il via la nuova repressione del popolo e brigantesca, che avrebbe avuto come protagonista Luigi Chiavone.

## Inizio del brigantaggio

### Ultimi mesi del regno delle Due Sicilie
Anche Chiavone, all'inizio della spedizione dei Mille, si era offerto come informatore al governo italiano, scrivendo una lettera al colonnello (poi generale) Giuseppe Govone, fu respinto. All'età di circa 35 anni, entrò in azione contando sull'appoggio e protezione della popolazione di confine.
Quando la notizia dell’ingresso di Garibaldi a Napoli e della fuga del re Francesco II asserragliatosi a Gaeta arrivò a Sora, i liberali si riunirono in piazza Santa Restituta formando un governo distrettuale provvisorio. Erano presenti Giuseppe Polsinelli industriale tessile di Arpino, già deputato al parlamento napoletano nel 1848 (sarà poi parlamentare nazionale per cinque legislature); i ricchi industriali liberali Alfonso Visocchi di Atina e Pasquale Pelagalli di Aquino, che faranno i deputati rispettivamente per nove e per cinque legislature; c’era lo scienziato Giustiniano Nicolucci di Isola del Liri; il sottointendente di Sora Giuseppe Colucci massimo funzionario borbonico del distretto, che fu nominato presidente del nuovo organismo democratico; inoltre Francesco Loffredo di Sora, Lorenzo Iacovelli di Picinisco, Giuseppe M. Polsinelli di Arpino, Alessandro Ferrari di Sora, Gaetano Pelagalli di Aquino, Federico Iucci di Cassino e Calcagni di Arce. Il mattino dell’8 settembre 1860, venne tenuto un comizio per illustrare gli intenti del governo provvisorio, e fu issata la bandiera nazionale in Piazza Santa Restituta.
A fine settembre Chiavone fu ricevuto alla corte di Gaeta personalmente dal re Francesco e dalla regina Maria Sofia di Baviera "Non abbiamo dimenticato il bene che Sora e gli Alonzi hanno fatto a noi. Chiediamo ancora il vostro aiuto. Ecco, S. E. il ministro Ulloa vi presenterà un segno tangibile della nostra gratitudine" e fu nominato capo di tutti i guardaboschi del distretto. Ora decine di guardaboschi erano sottoposti al suo comando. La nomina incendiò l’animo di Luigi che, tornato a Sora, iniziò la repressione piemontese nel territorio sorano.
Nel frattempo, la resistenza aveva messo in fuga i liberali, e molti di essi erano fuggiti da Sora.
Il 2 ottobre alle 15,30, quando gran parte della colonna borbonica con La Grange, arrivarono alle porte di Sora. Luigi Chiavone alla testa della "numerosissima popolazione che gridava Viva il Re!", si recò nella sede della guardia nazionale gettando a terra il tricolore italiano.
La spedizione giunta a Sora aveva il duplice compito di allontanare i sostenitori dei piemontesi e difendere le posizioni in Terra di Lavoro e Marsica non ancora occupate dai garibaldini coprendo le spalle all'esercito borbonico attestato sul Volturno. Guidata dal generale Luigi Scotti Douglas e da la Grange, era costituita in totale da un battaglione di guardie di polizia di Sicilia, e da altri tre di reclute, con reclutamento nella popolazione di volontari.
La Grange era figlio naturale del principe Ludovico Ferdinando di Prussia e di Maria Adelaide de La Grange. Per aver lasciato il protestantesimo e abbracciato la fede cattolica nel 1826 si era dovuto trasferire a Roma come capo di stato maggiore dell'esercito pontificio. Nel 1855 era passato all’esercito Borbonico con il grado di colonnello.
La notte del 3 ottobre, Chiavone e la sua banda forte di 80 uomini, si diedero alla caccia dei liberali fuggiti da Sora. Ne catturarono cinque in una località della Valle Roveto quattro laici ed un sacerdote che furono ricondotti a piedi a Sora dove giunsero nella tarda mattina del 4 ottobre e, dopo essere stati costretti ad un lungo giro per esporli al ludibrio del popolo, furono consegnati a La Grange che li rilasciò.
Qualche giorno dopo Chiavone ebbe modo di dimostrare appieno le sue capacità. La Grange, avendo espletato la parte poliziesca del suo compito con l’arresto di alcuni liberali e la requisizione dei loro beni, lasciò Sora e si avviò con la sua colonna lungo la Valle Roveto per andare ad occupare la sua posizione strategica nella Marsica. Chiavone, con 100 uomini, fungeva da scorta seguendolo dall'alto.
Garibaldi come contromisura aveva mandato circa 700 soldati capeggiati da Teodoro Pateras e Giuseppe Fanelli, ad Avezzano.
Il 6 ottobre ci fu lo scontro, i garibaldini non ressero l’urto, ma si stavano abilmente disimpegnando, quando dai lati delle montagne scesero urlando e sparando gli uomini di Chiavone che uccisero e misero in fuga l’intero contingente. I garibaldini persero un centinaio di uomini fra morti e feriti.
A Gaeta, furono favorevolmente impressionati dalla vittoria di Civitella, il re ricevette con favore la visita di La Grange accompagnato da Chiavone, ma conferì col ministro Ulloa che gli consegnò 450 fucili dicendogli «Sora e la sua gente sono troppo importanti per Sua Maestà. Fate onore alle vostre belle tradizioni. Noi mettiamo i fucili, voi il coraggio. So che ne avete!».
Sora era stracolma di armati. Gli uomini di La Grange erano rientrati in città dopo lo scontro di Civitella e il 9 ottobre era arrivato, da Cassino, il generale Scotti con il resto della colonna e tale concentrazione stava creando malcontento per le requisizioni imposte alla popolazione, vista l’impossibilità di altri rifornimenti. Il Regno delle Due Sicilie era di fatto ridotto alla sola Terra di Lavoro insieme a qualche ristretta zona dell’Abruzzo e del Molise. Per fortuna, nel giro di qualche giorno il generale Luigi Scotti Douglas ripartì per il Molise e La Grange per la Marsica (19 ottobre)
Il circondario di Sora fu affidato al controllo di Chiavone, appoggiati da una trentina di siciliani lasciati da La Grange e da un quarto battaglione in via di formazione.
La Grange, nella Marsica, sconfisse i garibaldini in una serie di scontri minori, viceversa Scotti al comando del grosso della spedizione, il giorno 20 ottobre fu attaccato, sconfitto e fatto prigioniero al passo del Macerone dall'avanguardia dell'esercito piemontese guidato dai generali Enrico Cialdini e Manfredo Fanti. In quell'occasione il Cialdini, inaugurò la politica antiguerriglia adottata successivamente facendo fucilare immediatamente alcuni paesani trovati con le armi.

### Il plebiscito di annessione
Il 21 ottobre i sudditi dell'ex regno delle due Sicilie votarono con plebiscito la propria annessione al regno di Sardegna. Ma il distretto di Sora rimaneva borbonico, la sera del 21 arrivò a Sora da Gaeta un ufficiale borbonico con la notizia che Garibaldi era stato battuto e fatto prigioniero e che Francesco II sarebbe ritornato a Napoli il 25 seguente, sotto la scorta di navi francesi. Era propaganda fraudolenta, Napoleone III di Francia stava pensando di sgomberare almeno momentaneamente il campo.
Intanto Vittorio Emanuele II di Savoia attraversava trionfante l’Abruzzo incontrando i ricchi possidenti, gli imprenditori, i funzionari, e i sindaci, diventati, alcuni “obtorto collo", liberali. Il 26 ottobre si incontrò a Teano con Garibaldi, il 2 novembre si arrese Capua, attaccata soltanto il giorno precedente dai soldati piemontesi del generale Enrico Morozzo Della Rocca. La sera dello stesso giorno Cialdini, attraversò il Garigliano dopo aver sconfitto le resistenze, liberando la via per Gaeta a cui fu posto l’assedio il 5 novembre.
A Napoli, il giorno 6, fu nominato luogotenente generale del re Luigi Carlo Farini, ex ministro degli interni del terzo governo Cavour, il giorno successivo Vittorio Emanuele in carrozza scoperta con accanto Garibaldi entrò nella città. Il 9 Garibaldi, viste respinte dal re le sue richieste politiche, rivolse un indirizzo ai suoi volontari ribadendo l'impegno a liberare Roma e Venezia e partì per Caprera.
A Sora intanto continuavano ad arrivare notizie falsate.
Luigi Chiavone con i suoi contadini armati, riusciva a mantenere il buon ordine a Sora. Questa situazione agevolò la ritirata di La Grange dal vicino Abruzzo dove stava marciando su L'Aquila, ma, richiamato, tornò a Sora ed il 6 novembre, dopo essersi incontrato con Chiavone, entrò nello stato del papa, dove sciolse la sua brigata.
Chiavone non si lasciò scoraggiare dalle sconfitte e si apprestò a smantellare definitivamente la guardia nazionale. A ciò si opposero il sindaco ed il regio giudice Annonj. Dalla loro avevano Polsinelli, che aveva contattato Chiavone per convincerlo a mettersi da parte. L'inviato, un fabbro di nome Pasquino, aveva informato Chiavone della disfatta di Scotti consigliandogli di non compromettersi ulteriormente. Chiavone, convinto, si incontrò con i due magistrati il giorno dopo in una cantina del centro dando l'assenso alla ricostituzione della milizia nazionale, e la promessa di neutralità al ripristino del governo nazionale, ma non volle consegnare i 450 fucili ricevuti a Gaeta, affermando che li conservava per difendere la città contro i “liberali” dei paesi vicini, in particolare Casalvieri che si diceva stesse organizzando una marcia su Sora. In effetti, i liberali di Casalvieri, capeggiati dal sindaco mazziniano Alessio Mollicone, avevano più volte minacciato di assaltare Sora.
Con il ritiro di Chiavone alla Selva, osò tornare a Sora il cav. Giuseppe Colucci, che da sottointendente borbonico, si era trasformato in sottogovernatore del governo provvisorio di Garibaldi e che dopo una sua personale piccola odissea fra Isernia e Napoli, si era rifugiato ad Atina probabilmente a casa del Visocchi. Ripartito La Grange, era andato a Cassino per sollecitarne l'adesione al nuovo corso ed ora si ripresentava a Sora. Amico di Liborio Romano, era uno dei trasformisti, che da borboniani erano diventati savoiardi più per interesse che per convincimento.

### La battaglia tra i mazziniani di Casalvieri e i resistenti di Sora
Il 28 novembre Alessio Mollicone, sindaco mazziniano di Casalvieri, era entrato in Sora alla testa di duecento mazziniani. Aveva come luogotenente Benedetto Fanelli uno dei pochi reduci della sfortunata Spedizione di Sapri di Carlo Pisacane.
Mollicone invitò Chiavone a unirsi a lui, ma costui rifiutò, così il casalvierano prese il controllo della città arrestando tredici persone compreso il parroco della Selva, don Raffaele Taddei.
Chiavone interpretò quest’ultimo atto come una grave provocazione e, rotta la tacita tregua, il 3 dicembre suonando a distesa una campana sganciata dal suo campanile e agganciata su una quercia in cima a una collina, richiamò alle armi i suoi 400 seguaci a cui si unì spontaneamente una folla di simpatizzanti, in totale più di mille uomini. Alonzi guidò la folla ad uno scontro durissimo, che in sole tre ore liberò Sora dai mazziniani costringendoli a una precipitosa fuga. Con essi fuggirono anche il Colucci e don Alfonso Visocchi che da Atina era accorso in aiuto di Mollicone con 200 militi.
L’invito fu accolto, e Luigi Alonzi scelse la strada della guerriglia ritirandosi prudentemente in montagna, allorché a Sora tornò il sottogovernatore Colucci con 700 soldati perfettamente armati.
Chiavone resistette alle numerose ambasciate inviategli per convincerlo a desistere. Colucci emanò un bando ordinando inutilmente a tutti gli irregolari di consegnare le armi entro 24 ore. Scaduto il termine, e risultando inutile anche l’estremo tentativo condotto dal giudice Annonj, il comandante piemontese ordinò di marciare sulla Selva per procedere al disarmo forzato. Ma tutti i briganti si erano rifugiati sulle montagne portandosi appresso le armi, le suppellettili e le persone più care.
Quasi in contemporanea l'autorità giudiziaria emise i mandati di cattura per Chiavone ed i suoi seguaci, relativamente ai fatti del 3 dicembre. Alonzi era ora ufficialmente ricercato come brigante a cui non restava che entrare in clandestinità con la sua banda. Nel vicino stato pontificio intanto il papa Pio IX, convinto di avere l’appoggio incondizionato di Napoleone III, dopo che Cavour aveva annesso l’Umbria e le Marche, si schierava apertamente contro l’invasione piemontese delle province del suo stato, approvando, il 10 dicembre, i 28 punti decretati dalla Penitenzieria Apostolica che dichiarava illecito, tra l’altro, prestare giuramento di fedeltà a Vittorio Emanuele, arruolarsi nella guardia nazionale e somministrare i sacramenti ai liberali non pentiti a cui andava negata anche la sepoltura in terra benedetta. La partecipazione alle cariche municipali era tollerata a condizione di non prestare giuramento di fedeltà allo Statuto Albertino. Era comunque vietata qualsiasi attività rivolta contro i soldati e i sudditi devoti di Francesco II o contro le persone ed i beni della Chiesa.

### Abbazia di Casamari
Il vescovo Montieri, che da sempre seguiva questa linea, emanò immediatamente istruzioni conformi per la diocesi, ma rimase a Casamari ad organizzare qualcosa che potesse difendere più concretamente la Chiesa e la Monarchia borbonica.
L'abbazia, guidata dall'abate Michelangelo Galiucci, altro entusiasta propugnatore della reazione, costituiva un centro di arruolamento dei borbonici, di raccolta di notizie e di smistamento delle armi. Questo grazie alla presenza del Montieri e alle ripetute visite del giovane sacerdote Eugenio Ricci che faceva la spola con Roma. Quest'ultimo era un pupillo del segretario di stato cardinale Giacomo Antonelli, lo stesso che, “attraverso la Sacra Penitenzeria, autorizzava i confessori a promettere il paradiso a chi fosse caduto combattendo per i principi della legittimità”.
A metà dicembre Francesco II a Gaeta congedò, presumibilmente per penuria di cibo, due interi reggimenti della guardia reale e 50 uomini di ogni battaglione di cacciatori dei restanti reggimenti, circa 10 000 uomini che le navi francesi trasportarono disarmati fino a Terracina con il preciso ordine di tornare nelle sedi di provenienza, per unirsi alle bande di irregolari e continuare la lotta per la restaurazione.
Appena passato il confine, migliaia di questi congedati furono catturati dalle truppe piemontesi. Molti, però, riuscirono a raggiungere i loro paesi o i centri di raccolta organizzati dai legittimisti. Le zone di frontiera, perciò, pullulavano di ufficiali e militari borbonici sbandati, che senza altre alternative, diventarono in massa “briganti”. Tanti entrarono nella banda di Chiavone.
Nel mese di gennaio l'abbazia di Casamari fu al centro di importanti avvenimenti. Il Ricci, di concerto con il vescovo Montieri e l'abate Gallucci, avevano manovrato per costituire una forza d'intervento. Per renderla più accetta ai bempensanti ne avevano affidato il comando ad un conte: Emile Theodule de Christen, alsaziano che aveva già operato in Abruzzo agli ordini di La Grange. Il conte attivatosi per procurarsi il necessario, fu sorpreso dai francesi con un carico di armi e munizioni che gli venne sequestrato.
De Christen non era stato comunque trattenuto e si era avviato verso il confine trovando ad aspettarlo 400 uomini e una nuova dotazione di armi. L'obiettivo era Sora, centro favorevole ai borboni e in cui l'organizzazione gli aveva già assicurato la collaborazione di Chiavone e l'appoggio di 200 contadini armati.
La spedizione partì dal convento di Scifelli la notte del 19 gennaio 1861, ma la divisione del generale De Sonnaz, si era già acquartierata a Sora pronta a contrastarla. Anzi i soldati avevano in quei giorni operato una serie di retate catturando molti fiancheggiatori e avevano persino arrestato Maria, la sorella di Luigi e incendiando la casa del brigante. La notizia di questa presenza, o le difficoltà incontrate nella marcia di avvicinamento a Sora, indussero De Christen ad ordinare la ritirata su Casamari credendosi lì al sicuro.

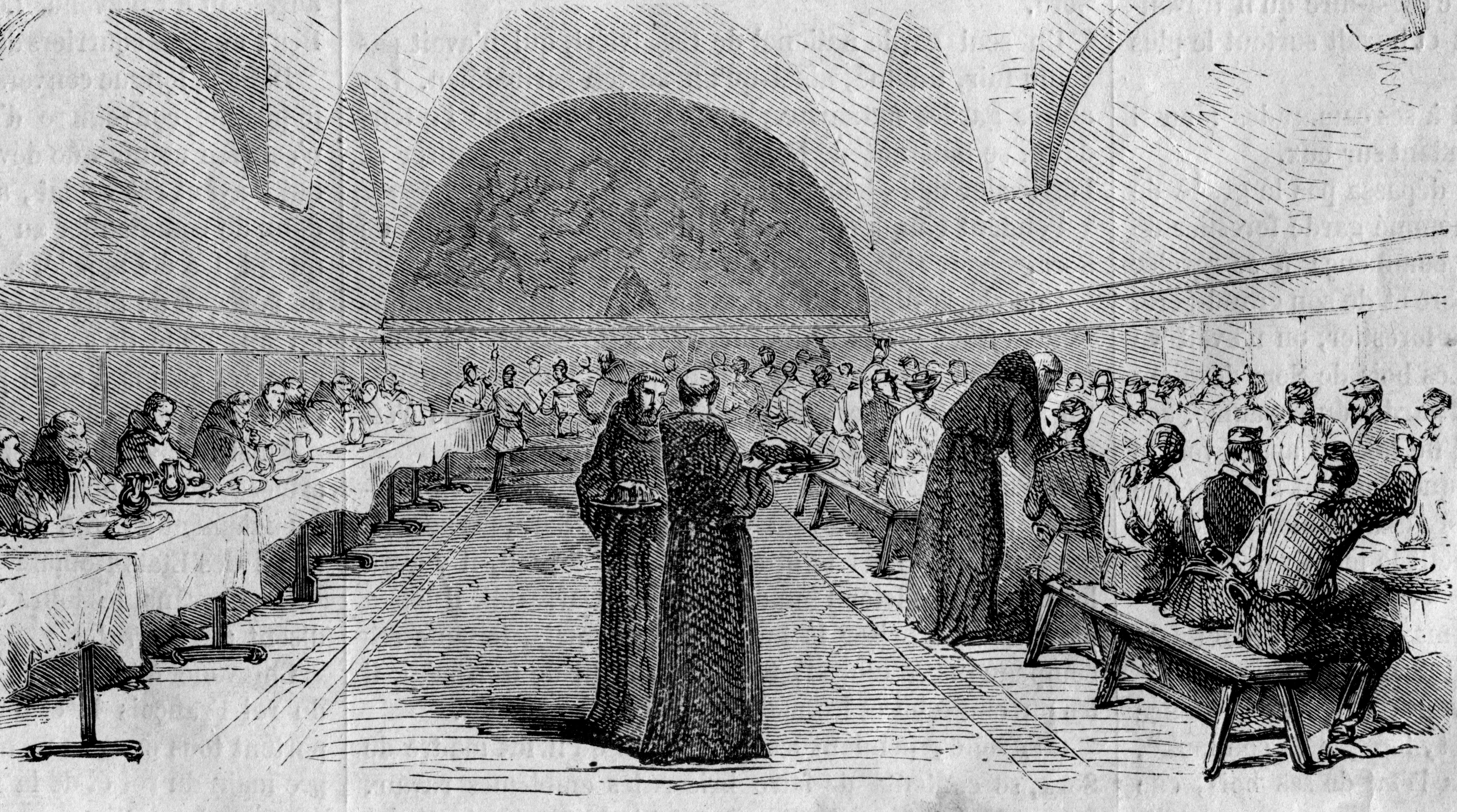
La banda del brigante Chiavone nel refettorio dell'Abbazia di Trisulti.

### Sconfinamento piemontese
I piemontesi invece decisero di sconfinare ed attaccare il monastero. Chiavone corse ad avvertire De Christen appena in tempo per coprire la fuga sua e dei suoi uomini che abbandonarono una grande quantità di viveri, armi, munizioni insieme a migliaia di proclami stampati. Anche Montieri e Gallucci si rifugiarono a Veroli. Chiavone invece ripiegò su Bauco (l'attuale Boville Ernica) mentre i soldati entravano nell'abbazia. Ad essi si era unita una teppaglia che si diede al saccheggio facendo man bassa di ogni cosa e dando alle fiamme la farmacia, il laboratorio e la biblioteca. Lo scempio durò fino a tarda sera quando, mascherati da frati per dileggio, i saccheggiatori rientrarono in “processione” a Sora. La mattina dopo, il 23, sulle piazze di Sora e di Isola, si vendevano gli oggetti sacri trafugati, ma il generale De Sonnaz, rendendosi forse conto di aver superato il limite, ordinò di requisire e di distribuire alle chiese cittadine quanto era rimasto invenduto.
Il 26 Sonnaz fece affiggere manifesti a sua firma con cui concedeva un'amnistia a tutti i chiavonisti che si fossero presentati a deporre le armi ed a giurare fedeltà al re Vittorio Emanuele, ad esclusione di Luigi Alonzi, suo fratello Valentino e il suo portaordini Straccione, reduce da Gaeta.
All'una di notte del 26 gennaio un'imponente colonna, costituita da granatieri, artiglieri e fanti, era uscita da Sora per stanare e sconfiggere definitivamente Chiavone che, insieme agli altri legittimisti fuggiti da Casamari, si era trincerato dietro le robuste mura medioevali di Bauco. I legittimisti erano divisi in tre gruppi comandati rispettivamente dal conte di Coataudon, dal duca Caracciolo e da De Christen. Chiavone con i suoi erano stati aggregati al gruppo di quest’ultimo.
De Sonnaz iniziò l’attacco alle 6 del mattino con una massiccia carica a “passo di corsa” dei fanti protetti da sei pezzi di artiglieria. L’attacco dei fanti fu facilmente respinto, ma i cannoni continuarono a sparare fino alle 11.30, facendo però solo danni minimi. Quindi ripresero gli attacchi della fanteria, ma i ripetuti assalti non riuscirono a piegare la difesa dei borbonici per cui De Sonnaz si rassegnò a chiedere un patteggiamento.
Le trattative si tennero nel campo di De Sonnaz e si conclusero con un accomodamento che prevedeva l’uscita immediata dallo stato pontificio di tutti i soldati piemontesi con la promessa di non rimettervi più piede e De Christen si impegnava a non partecipare mai più ad azioni di disturbo lungo la frontiera. I volontari erano liberi di andare dove volessero.
L’operazione fu certamente un grosso smacco per le preponderanti forze piemontesi che, secondo De Christen, subirono pesanti perdite "tra prigionieri, feriti e morti circa 500 uomini e una dozzina di ufficiali, fra cui tre superiori". Forse i numeri risultano un po’ gonfiati, ma certamente i morti, nel solo battaglione granatieri, furono 14.
Viceversa Chiavone, partiti De Christen per Roma e Coataudon per l’Abruzzo, assunse il comando dell’intera banda e, per pavoneggiarsi come era uso, fece il giro dei paesi vicini a raccogliere riconoscimenti ufficiali e ovazioni. Ben presto però fu messo alle strette: la fuga di Montieri, la mancanza di rifornimenti e di contatti, i delatori, le incursioni dei piemontesi, lo costrinsero ad agire con prudenza massima e lui si rintanò di nuovo sulle amate montagne di Sora.

### Resa di Gaeta
Alle 3 del pomeriggio di mercoledì 13 febbraio, giunse per mezzo del telegrafo di recente attivazione, la notizia della resa di Gaeta. Sora fu illuminata a festa e le campane di tutte le chiese suonarono a distesa per celebrare la definitiva “liberazione” dai Borbone. Chiavone osservò il tutto dalla rocca di San Casto, e forse si rese conto, come tanti altri, che la notizia non era stata accolta con quell’entusiasmo che gli occupanti si aspettavano.
Nei giorni successivi il “brigante” poté studiare la consistenza, la distribuzione dei reparti, i luoghi di adunata e di addestramento dell’esercito “occupante” e questo lo rese ancora più prudente almeno sino a quando non fu richiamato a Roma.
Lì Francesco e Maria Sofia mantenevano in vita la corte in esilio, ospiti del papa nel Palazzo del Quirinale. Il principale animatore politico della corte era lo zio del re, conte di Trapani il quale presiedeva una sedicente “associazione religiosa” che era di fatto l’organismo cospirativo superiore che organizzava e coordinava la guerriglia nell’ex regno. Lo stato maggiore era composto dai generali Tommaso Clary, Giuseppe Statella, Ferdinando Beneventano del Bosco e l’ottantaquattrenne Pietro carlo Maria Vial de Maton. Da questa unità centrale si ramificavano i vari comitati locali.
Chiavone fu uno tra i primi convocati a Roma dove fu alloggiato in una caserma della contrada S. Sisto Vecchio. Vi si trattenne per una cinquantina di giorni con qualche breve interruzione per tornare sui monti ciociari a mantenere i contatti con i suoi uomini. Ebbe modo così di incontrare ripetutamente tutti i generali dello stato maggiore, molti prelati, concordando piani di azione e ricevendo finanziamenti e lettere di presentazione. La vista poi di tanti soldati sbandati dell’ex esercito borbonico ridotti all'accattonaggio, sicuramente lo convinse che la sua scelta, quella di combattere per restaurare la vecchia monarchia, fosse quella giusta, perché lui non era certamente costretto ad elemosinare il pane, anzi era continuamente ricevuto e riverito da tanti personaggi importanti.
A marzo, dopo essere stato ricevuto persino dal re e dalla regina, partì alla volta di Castro (l'attuale Castro dei Volsci) dove in breve tempo riuscì a concentrare una banda di oltre duecento uomini, per la maggior parte provenienti dalla Selva di Sora. Chiavone tornò alla Selva la notte del 29 aprile 1861 in tempo per venire a conoscenza dell’ennesima fucilazione: due dei suoi erano stati fucilati nel pomeriggio. Questo lo rafforzò nell’idea che bisognava agire subito e così fu.
Dopo una marcia di una settantina di chilometri, il 3 maggio 1861 piombò su Monticelli (l'attuale Monte San Biagio), saccheggiò il paese, uccidendo il sindaco, bruciando le carte dell’archivio, distruggendo i ritratti di Vittorio Emanuele e di Garibaldi, appiccando il fuoco a molte case e proclamando la restaurazione del governo borbonico. Alcuni abitanti del posto, ammirati per tale impresa, si unirono alla banda di Chiavone.
L'intervento di alcune compagnie del 1º reggimento di fanteria provenienti da Fondi e da Gaeta, lo costrinsero a ripiegare. Passò per Pastena e Pico, che mise a sacco, e si impadronì di Lenola insorta. L’Alonzi questa volta accettò lo scontro che si protrasse durissimo e sanguinoso dalle 14:30 fino alle 17:00 quando, avendo subito gravi perdite, fu costretto a lasciare il paese dirigendosi verso Falvaterra in territorio pontificio. Nonostante la sconfitta, la banda si era notevolmente ingrossata raggiungendo 350 unità.

## Comandante in capo delle truppe del re delle due Sicilie
Il fatto che una banda legittimista fosse così agguerrita e mobile impressionarono e spaventarono la popolazione dell’intera valle del Liri, dalla Marsica fino al mare. Si sparse la voce che il 15 maggio un’armata di 12 000 uomini avrebbe invaso tutta la parte settentrionale della provincia di Terra di Lavoro a cominciare da Sora. Si trattava di esagerazioni, perché se è vero che attraverso la frontiera pontificia transitassero numerosi “ribelli”, molti di loro erano solo di passaggio, diretti in Abruzzo, nel Molise, in Irpinia. Chiavone era di nuovo a Roma per raccogliere i frutti della sua ultima impresa: ricevuto al Quirinale, era stato nominato da Francesco “comandante in capo delle truppe del re delle due Sicilie” e gli era stato consegnato un sigillo ufficiale con lo stemma borbonico per rendere “ufficiali” gli ordini da lui emanati. Tornò nella sua terra natale insuperbito dall'illusione di essere ormai alla pari con l'alta aristocrazia e, da quel momento, prese ad ostentare il suo titolo con un abbigliamento piuttosto eccentrico e pittoresco: giacca e pantaloni di velluto, corpetto rosso con doppia fila di bottoni dorati, sandali, cravatta, fascia azzurra, sciarpa, cintura con un pugnale e due pistole, cappellaccio di feltro, orologio d’oro, bracciali, collane e anelli.
Per un po’ si stabilì a Monte San Giovanni Campano, poi, “approfittando della scarsezza delle truppe nella valle di Roveto, marciando a ridosso della frontiera, piombò su Roccavivi, un paese con un migliaio di anime dove, con saccheggi e taglie, si rifornì di viveri e denaro. Con manovra fulminea passò il Liri ed entrò nel villaggio di S. Giovanni, non trovando pane né soldi, bruciò le abitazioni del borgo e velocemente ripassò il confine, riparando in territorio amico.” Questa incursione indusse il governo italiano a rafforzare la presenza dell'esercito: il 21 maggio, giunse nella valle del Liri il 44º reggimento di fanteria comandato dal colonnello Lopez proveniente da Modena, il 3º battaglione del reggimento fu dislocato all’Aquila, il 2º a Civitella Roveto, il 1º prese stanza a Sora dove fu pure stabilita la sede del comando. Successivamente anche la 6ª compagnia del 2º battaglione agli ordini del capitano Guglielmo Zanzi fu spostata Da Civitella Roveto a Sora. Contemporaneamente Gaeta che era sotto il comando del generale Giuseppe Govone fu rafforzata coll'arrivo del 43º reggimento fanteria.
Qualche giorno dopo l’arrivo, il Lopez ricevette da Chiavone l’ingiunzione scritta a cedere le armi depositandole in una chiesetta della Selva. Come scrive il capitano Zanzi nelle sue memorie: “Il mio colonnello per risposta uscì fuori con una compagnia ed un cannone, e lo salutò con due o tre palle. Bastò solo questo per metterlo in fuga, e fuggì gridando: «Morte ai piemontesi! Viva Francesco II!»”.
Il 26 maggio 1861, però Chiavone si dimostrò più efficace: la sua banda composta da circa 150 briganti, partendo da Monte Sant'angelo, irruppe in Sora, durante i festeggiamenti patronali, col solo intento di seminare lo scompiglio e di sfidare la forza pubblica del nuovo governo. In quell'occasione, consentì ai suoi uomini di distruggere il busto di Vittorio Emanuele II, ma protesse quello di Garibaldi.
“Di fatti mentre la processione rientrava in chiesa, verso le nove a.m. dalla detta montagna si videro discendere uomini armati che mettevano gridi, anzi urli indistinti, tirando parecchie schioppettate. Tanto bastò a mettere in soqquadro la città ed in costernazione l’immenso popolo radunato o per commercio o per devozione, i quali si abbandonarono a precipitosa fuga”. Così telegrafò Rispoli, vicegovernatore di Sora, al governatore di Caserta. Ed il capitano Zanzi, sempre nelle sue memorie, scrisse: “Chi non ha veduto lo spavento improvviso impossessatosi di quella massa di popolo, raccolta a salmeggiare intorno alla statua, non è possibile immaginarlo! Fu un fuggi-fuggi generale, spaventevole, urtandosi, accavallandosi, ammassandosi uno sull’altro, incominciando da quelli che portavano la santa che, per essere più lesti a fuggire, la buttarono a terra, senza rispetto e riguardo anche al suo bel manto, e alla sua splendida corona che le cingeva la fronte. La povera Madonna rimase sola, abbandonata in mezzo alla strada, finché alcuni fedeli la rialzarono e la riportarono in chiesa”.
Le truppe reagirono prontamente e con efficacia appoggiate anche da molti civili, ma impiegarono comunque tre ore per mettere in fuga i briganti. Sul terreno restarono due morti e tre feriti.
Lo scalpore fu enorme. Chiavone operava con perfette tecniche da guerriglia, con attacchi fulminei volti a terrorizzare e ritirate altrettanto veloci, se necessario anche oltre il confine pontificio. D’altra parte le truppe nazionali si sentivano esposte, non addestrate a questo modo di combattere e non facevano altro che chiedere rinforzi. In effetti, nell'arco di un solo giorno, alcuni reparti di guardia nazionale di Arpino furono spostati ad Isola del Liri e da Civitella arrivarono a Sora altre due compagnie del 2º battaglione del 44º reggimento. La cosa non impressionò l'Alonzi che il 28 maggio 1861, alle 2 del mattino, con 60 compagni attaccò Castelluccio (l'attuale Castelliri) mettendo in fuga i 20 militi della guardia nazionale locale. I briganti saccheggiarono la casa del loro comandante insieme a quelle di altri tre ricchi cittadini e, dopo aver svuotato un paio di botteghe di generi alimentari, assaltarono il comune fracassandone gli arredi e danneggiando l’archivio. Poi con la stessa velocità con cui erano arrivati, si ritirarono sui monti circostanti. Fuori tempo, arrivava intanto ad Isola del Liri una compagnia dislocata da Cassino.
Il 29 maggio, allarmati dalla situazione, il generale Della Rocca ed il generale Villarey si incontrarono con alcuni ufficiali dell’esercito e con i capitani della guardia nazionale della zona. Da questo incontro scaturì un potenziamento e una riorganizzazione dei reparti impegnati a reprimere il brigantaggio. Si cominciò ad esempio ad osservare con più attenzione sia i luoghi che i suoi abitanti ad iniziare dalle loro tendenze politiche. Ad esempio il capitano Zanzi, la cui compagnia era stata dislocata ad Isola del Liri, scrisse che la popolazione di Isola era spaurita e sospettosa; “non troppo pervertita, ma superstiziosa, bigotta, paurosa ed anche indifferente e poco curante di qualsiasi avvenimento politico”.
Il colonnello Lopez aveva ricevuto le stesse impressioni: a Sora avevano tutti paura di Chiavone che contava molti amici nella popolazione, ma anche quelli che non erano suoi amici, si rifiutavano di collaborare con le autorità. Serviva quindi anche una polizia efficiente, che invece era per il momento pressoché inesistente. Informava inoltre il generale Govone che il convento di Trisulti era usato come base di rifornimento e rifugio per gli uomini di Chiavone.
I periodi di intervallo fra un'incursione e la successiva, però, la maggior parte di loro, preferivano trascorrerli nelle proprie case, con le loro famiglie dedicandosi ai normali lavori agricoli; in questo protetti da un'omertà assoluta. All'occorrenza si usavano rifugi in montagna, ma sempre vicini alla Selva di Sora. Chiavone in particolare ne prediligeva uno: la casa della sua amante Olimpia Lisi, vedova Cocco in contrada “Case Cocchi” del comune di Veroli. Vi restò per quasi tutto il mese di giugno spostandosi soltanto di tanto in tanto per disorientare l’esercito piemontese. Questo e gli altri rifugi erano ben provvisti anche perché da Roma c’era un flusso costante di rifornimenti.
La frequenza e la velocità degli spostamenti non metteva però la banda completamente al riparo. Gli arresti anzi, erano così numerosi da costringere alla costruzione di un nuovo carcere fuori le mura di Sora. I relativi lavori presero il via il 10 giugno.
Gli arrestati erano tuttavia subito rimpiazzati. Il 31 gennaio 1861 erano scaduti i termini di presentazione alle armi per i coscritti della leva militare bandita dal ministro Manfredo Fanti il 20 dicembre 1860, leva che prevedeva otto anni di servizio per gli estratti a sorte. Ci si poteva far esonerare per motivi familiari o farsi sostituire da un volontario pagando una tassa di 240 ducati, ma queste erano cose da ricchi. Molti figli dei contadini erano pertanto alla macchia come renitenti alla leva. Se a questo si somma il diffuso sentimento lealista nei confronti dei Borboni e la delusione delle aspettative di democrazia e giustizia sociale destate da Garibaldi, ecco spiegato il continuo afflusso di aspiranti “briganti”. Ed il fenomeno non era limitato alla Terra di lavoro, ma diffuso nell'intero territorio dell’ex Regno delle due Sicilie.
Assecondando la sua smisurata vanità, corroborata dalla sua amante Olimpia, che vedeva in lui un redivivo Napoleone, Chiavone quindi, in quell'estate del 1861, poté scatenare una reazione continua e rabbiosa recando serie perdite al nemico con saccheggi e uccisioni. Le sue scorribande venivano operate su un territorio molto esteso lungo il confine, dalla zona di Fondi fino alla Marsica. Molti paesi furono occupati e devastati.
Il 18-19 giugno aveva effettuato un'incursione dimostrativa in Abruzzo e, dopo una tappa alla Selva, era ripartito per i monti di Fondi. Centinaia di chilometri in pochissimi giorni!
Il 27, con 50 briganti, scese di nuovo a Roccavivi e saccheggiò le case dei liberali. I soldati accorsi ammazzarono per sbaglio due guardie nazionali locali scambiate per briganti perché vestite come loro. Il 30 in preparazione di un'altra spedizione, scrisse una lettera al sindaco di Balsorano: “Comando delle Brigata dell’armata Napoletana. - Signor Sindaco, alla vista della suddetta subito si alzi la voce del nostro augusto sovrano e si togliono le bandiere dei Savoi e si alzano quello di Francesco Burboni, se non altrimenti il paese sarà dato sacco e fuoco, e pronte di trovare due mila razioni di pane e formaggi, pronti nella mia venuta in Balsorano. – 30 giugno 1861 - Il generale in capo – Chiavone -”.

### Spedizione in Abruzzo
L'ininterrotta ed efficace azione di Chiavone aveva creato nella popolazione e nelle autorità un allarme diffuso e spesso eccessivo. Il sottogovernatore Rispoli inviava frequenti dispacci al suo superiore di Caserta scrivendo che Chiavone aveva riunito addirittura 1 500 armati e cinque cannoni e che era imminente l’assalto al punto da richiamare a Sora il generale Govone che si trattenne per diversi giorni temendo un’incursione a Isola del Liri in occasione della festa del Crocifisso. Ma il brigante aveva un obiettivo più importante: una spedizione in Abruzzo per collegarsi alla banda di Centrillo che dominava l’altopiano delle Cinquemiglia ed a quella di Tasciola che dominava la Maiella.
Domenico Coja, detto Centrillo, era nato a Castelnuovo al Volturno (l’attuale Rocchetta a Volturno), ma era vissuto a Cardito ed era un liberale mancato. Nel 1848 aveva esultato per la costituzione elargita da Ferdinando II cercando anche di infondere l’amore per la libertà ai suoi concittadini. Come soldato dell’esercito napoletano, aveva partecipato in Lombardia alla 1ª guerra d’indipendenza. Era stato congedato nel 1851 e da allora era stato perseguitato per le sue idee liberali, nel 1853 era stato condannato a sette anni di carcere. Nel 1860 era a capo della guardia nazionale del suo paese, quando, improvvisamente, si diede alla macchia con trenta suoi compagni per passare nelle file dei legittimisti. Anche lui era stato ricevuto a Gaeta e, l'11 gennaio 1861, alla testa di un centinaio di uomini aveva attaccato Castellone al Volturno. Centrillo e Chiavone si erano conosciuti a Roma, nell'osteria di Campo de' Fiori frequentata da tutti quelli che erano, o ambivano a diventare, partigiani borbonici.
Allo scopo di riunire sotto il suo comando anche le bande abruzzesi, il 17 luglio Chiavone mosse alla testa di 180 uomini, lasciandone alcuni sulle alture della Selva affinché, con finti attacchi, disorientassero gli italiani.
La banda si avviò lungo la Valle Roveto, attaccò e saccheggiò diversi centri come Morrea, San Giovanni Valle Roveto, Roccavivi, San Vincenzo Valle Roveto e oltre i passi montani della Serra Lunga il paese di Collelongo da cui il 18 dovette fuggire perché incalzata da soldati e militi nazionali partiti da Avezzano. Riuscì a rifugiarsi a Villavallelonga, che il 19 fu costretta ad abbandonare per bivaccare nei boschi. Di nuovo attaccata, dovette ulteriormente ripiegare dandosi alla macchia dopo aver lasciato sul terreno un morto ed alcuni feriti.
Il capitano Wulten a questo punto decise di spostarsi con i suoi soldati a Pescasseroli per impedire il ricongiungimento della banda di Chiavone a quella di Centrillo, lasciando a Collelongo solo i 17 militi della guardia nazionale di fatto inermi di fronte ad un nuovo attacco. Tuttavia Chiavone, titubante per l’intero giorno, la sera del 20 desistette, superò i monti della catena di Serra Lunga e tornò nella Valle Roveto, volendo attraversare il Liri. Era già notte quando la banda tentò il guado vicino a Balsorano, ma venne lì sorpresa dai 50 uomini del luogotenente Malagula. Lo scontro fu violento con cinque morti e molti feriti fra i briganti e tre morti fra i soldati. La banda si disperse.
I cadaveri dei cinque briganti furono esposti in piazza a Sora dalle 2 del pomeriggio fino alle 20 quando furono sepolti, senza alcun rito, fuori delle mura del cimitero.
I sopravvissuti vagarono per giorni nei boschi intorno a Sora, molti vennero catturati. Si sparse perfino la voce falsa che Chiavone fosse stato ferito, viceversa, dopo aver accompagnato 50 suoi uomini feriti all'ospedale di Monte San Giovanni Campano, andò a Roma per l’usuale rapporto. Tornò con altri soldi per finanziare le future campagne insieme alle solite fatue onorificenze.
Queste ultime scorribande, seppur dall'esito non completamente positivo, contribuirono ad aumentare enormemente la fama della banda di Chiavone e in quegli ultimi giorni di luglio un'altra massiccia schiera di poveri illusi, arruolati dalla centrale di Roma, varcarono il confine per farne parte. Erano allettati dall'avventura e dalla paga di 4 carlini al giorno (più del doppio di quanto poteva sperare di guadagnare un contadino). Prima venivano riuniti nei centri di raccolta di Scifelli, Veroli, Alatri, Anagni e Velletri, dove ricevevano le armi e un rozzo addestramento. Erano poi smistati dai comitati borbonici di Frosinone, di Alatri e di Velletri. Molti di loro, come già detto, si unirono a Chiavone la cui forza raggiunse rapidamente i 500 combattenti anche se l’armamento era molto scadente. Ai moderni fucili con canne rigate dell’esercito nazionale, i briganti opponevano gli schioppi da contadino o obsoleti fucili di varia origine, spesso frutto dei saccheggi delle ex caserme. Di uniforme poi, nemmeno l’ombra. Di solito il brigante indossava una giubba militare qualsiasi, pantaloni e ciocie comuni.
Viceversa le tecniche, le tattiche e le strategie di combattimento erano addirittura avveniristiche. Si attaccava sempre in luoghi e momenti inaspettati e soprattutto nelle situazioni che potevano destare maggiore scalpore urlando per intimorire e disorientare, chiamandosi ripetutamente per sembrare più numerosi, sempre attenti al fischio di ritirata del capo. Mai di fronte, ma prima da un lato e subito dopo dall'altro e sempre da posizioni favorevoli come colline o strapiombi. Andava subito sviluppato il massimo volume di fuoco, sparando sempre per colpire e verso il basso perché, se il colpo andava a vuoto, un proiettile che rimbalza sul terreno fa più paura di uno che fischia a vuoto nell'aria. Per assicurare la massima precisione di tiro bisognava sempre trovare un appoggio per l’arma, come una roccia o un albero. Di notte, bisognava aspettare che il nemico sparasse per primo così da usare come riferimento il lampo della sua arma. Non si sparavano mai due colpi dalla stessa posizione. Sul chi colpire, Chiavone raccomandava di sparare di preferenza sui comandanti, la perdita del capo spesso induceva i soldati alla fuga. Nel corpo a corpo si preferivano le armi da taglio, coltelli e baionette, al calcio del fucile, in modo che le ferite risultassero mortali. Per incutere il massimo terrore, non si facevano prigionieri ma si massacravano tutti sul posto.
Inoltre l'Alonzi poteva contare sull'aiuto di boscaioli, contadini e contadine che, oltre a procurare e trasportare i rifornimenti, costituivano un ottimo servizio di avvistamento e all'erta nei confronti dei soldati nazionali. D’altra parte chiunque avesse osato tradirlo od ostacolarlo andava incontro a punizioni esemplari, non ultima la morte.
A fine luglio si verificarono alcuni episodi che chiariscono il clima di terrore in cui vivevano i cittadini del circondario. Un contadino di Sora fu infatti ucciso dai briganti ed un altro di Isola fu ferito solamente perché erano stati visti parlare con i carabinieri. Francesco Homodei, il nuovo capo del distretto di Sora, chiese per telegrafo a De Caro, governatore di Caserta, l'autorizzazione ad arrestare per rappresaglia la zia e l’altra sorella di Chiavone e le modalità per risarcire le famiglie colpite. Nel frattempo, però, i soldati che erano andati a prelevare il corpo dell’ucciso furono attaccati da 200 briganti e costretti a rifugiarsi in città. Si paventò un assalto a Sora che poi non avvenne. Ma, nonostante l’arresto della zia e della sorella dell'Alonzi, di Caterina e Teresa Di Lungo, moglie e sorella dell’assassino, nella cittadinanza si consolidò il convincimento che, nella sfida fra i due contendenti, il più forte fosse Chiavone.
Il colonnello Lopez decise allora di attaccare con decisione i briganti che, stazionando sopra monte Sant'Angelo, tenevano in scacco Sora. Lo fece con un inusuale spiegamento di forze perché era deciso a sgominare la banda. La sera dell’8 agosto 1861, due compagnie attaccarono, una dal versante nord, l’altra da sud. Queste dovevano scalare il monte prima dell’attacco frontale da est di altre due compagnie. Le prime due compagnie raggiunsero le loro posizioni in vetta all'alba dopo aver marciato al buio e sotto un violento temporale. All'alba, l’attacco coordinato delle quattro compagnie del 43° agli ordini del maggiore Bianchi ebbe parziale successo riuscendo a disperdere la banda che lasciò sul terreno 17 morti, compreso uno, fucilato sul posto subito dopo la cattura e riportò numerosi feriti, ma non fu sgominata come era nelle intenzioni del colonnello Lopez.

## Gli stranieri
Fin dall’inizio il legittimismo borbonico era stato un mondo estremamente composito e per nazionalità (per citarne qualcuno: la Grange, de Christen, Coataudon) e per ceto. L’estate e l’autunno del 1861 furono però le stagioni degli stranieri.
Dopo i banditi indigeni, scrisse Marc Monnier, “avemmo gli avventurieri di tutti i paesi del mondo inviati da Roma, da Marsiglia o da Trieste, dai comitati borbonici. Questa volta non furono più la corte di Roma e di Napoli soltanto che fecero parte della cospirazione, ma tutti i sovrani spodestati e forsanche alcuni principi regnanti. Napoli divenne il punto di mira di tutta l’Europa legittimista, la quale sperò un momento di riacquistare le province meridionali e l’Italia”.
Il primo ad arrivare a casa di Olimpia in contrada Cocchi, il 9 settembre, fu Ludwig Richard Zimmermann. Era il latore di una lettera di presentazione del generale Clary per Chiavone. Non trovò il brigante che pure, da febbraio, aveva eletto la casa dell’amante a suo quartier generale. Mentre lo aspettava, arrivò Antonio Teti che prese in consegna la lettera e si offrì di accompagnarlo oltre confine. Sulla cima di monte Favone fu ricevuto dal capitano Mattei, il luogotenente della banda che, secondo le disposizioni impartite dal Clary, si mise a disposizione del tedesco, il quale si mise immediatamente all’opera. Come prima cosa suddivise i 240 uomini che bivaccavano nella zona e costituivano il nucleo principale della banda, in due compagnie, una affidata al comando del Mattei e l’altra al capitano Antonio Salvati e tenendo per sé l’incarico di luogotenente. A mezzogiorno finalmente arrivò Chiavone. Anche lui accolse cordialmente lo Zimmermann, prendendo atto del suo alto incarico e approvando “ipso facto” il suo operato.
Il 10 settembre il maggiore Reverberi alla testa di 115 soldati distrusse la casa di un tale Luigi Sarra e un annesso capanno che fungeva da magazzino per i rifornimenti della banda Chiavone. Poi prese a risalire la montagna lungo il sentiero che portava al covo dei briganti, attaccato da una cinquantina di loro, li sbaragliò, uccidendone 18. Fu un’innegabile vittoria degli italiani, ma nel rapporto che il colonnello Lopez fece al comando di Gaeta, si sottolineava che, nell’occasione, i briganti erano apparsi maggiormente organizzati ipotizzando la presenza fra le loro file di qualche professionista delle arti militari.
Il giorno 15 Zimmermann, con 50 uomini, guidò un’incursione da lui fortemente voluta, ma tiepidamente appoggiata da Chiavone. La banda, divisa in due gruppi, attaccò quasi contemporaneamente Roccavivi e Balsorano provocando la mobilitazione di centinaia di uomini dell’esercito unitario e ritirandosi subito dopo sui monti circostanti.
Il 16 settembre 200 soldati attaccarono monte Favone, furono tenuti a bada con una fitta sassaiola fino a quando non decisero di ripiegare su Isola e Castelliri. Lo scontro costò la vita ad un sergente, un soldato ed un giovane brigante. Subito dopo Zimmermann guidò con 20 uomini una ricognizione su Sora, avvistati da una pattuglia, furono messi in fuga raggiungendo, dopo un’ora, il campo base. Zimmermann ragguagliò sull’accaduto, denunciando la morte di un brigante e di cinque soldati.
Il 17 una colonna italiana uscì da Sora, Zimmermann la sorvegliava con il cannocchiale e quando si accorse che gli ufficiali italiani stavano facendo altrettanto, ordinò ai suoi di inscenare uno spettacolo provocatorio di canti e balli. La risposta dei soldati fu agghiacciante: un pastore che riforniva Chiavone fu condotto ai piedi del monte e passato per le armi, dopodiché i soldati rientrarono a Sora. A Zimmermann non restò altro da fare che recarsi con 15 uomini sul posto e dare sepoltura al gregario.
Subito dopo si diressero a Castelliri dove trovarono ospitalità presso un amico vicino a quella che veniva chiamata “Casa dei Lombardi”. Dopo essersi rifocillati decisero di condurre un’azione dimostrativa. Cinque di loro guidati da Zimmermann si avvicinarono alle porte di Isola sparando all’impazzata, mentre i restanti dieci davano fuoco a “Casa dei Lombardi”. Provocato l’allarme generale, fuggirono a Casamari fermandosi a bere in un'osteria in compagnia dei gendarmi pontifici.
Il giorno successivo Zimmermann si incontrò con Chiavone a casa di Olimpia e qui ricevettero insieme la notizia che la banda di Centrillo che operava sulle Mainarde si sarebbe unita a loro. La notte Chiavone fece accendere molti fuochi per segnalare a Centrillo di aver ricevuto la notizia e ne ebbe in risposta altrettanti falò. L’operazione fu però preclusa dall’attenta sorveglianza della Valle Roveto da parte dell’esercito, anzi il 21 settembre le Mainarde furono rastrellate da 800 italiani che dispersero la banda costringendo i superstiti a rifugiarsi sul Monte Meta (la cima più alta della catena). Anche questo secondo tentativo di coordinamento e fusione era fallito. A Chiavone non restò che inviare il suo vice a Roma per ragguagliare il coordinamento centrale e ricevere ulteriori istruzioni e aiuti. Zimmermann dopo essere stato ricevuto dal re, incontrò il conte Henri de Cathelineau che gli illustrò un nuovo piano d’azione. Esso consisteva nella creazione negli Abruzzi di alcuni nuclei armati comandati da ufficiali stranieri che, al momento opportuno, avrebbero appoggiato l’azione del generale José Borjes che aveva l’incarico di formare un vero e proprio esercito di “liberazione” in Basilicata e poi risalire la penisola fino a Napoli.
Seguendo questo piano, il colonnello Henri Arnous de Riviere aveva raccolto armi e uomini ed era già in procinto di partire per raggiungere Chiavone. Lo Zimmermann, anche se promosso maggiore, era stato evidentemente spodestato dal de Riviere, ma avrebbe guidato una seconda spedizione ancora più consistente.
Fra il 3 ed il 4 ottobre il capitano Zanzi sferrò, con la sua 6ª compagnia, un altro attacco alle posizioni dei chiavonisti espugnando uno dei loro accampamenti, uccidendone quattro e requisendo due buoi ed altri viveri. Zanzi ricevette le congratulazioni dei superiori. L’Osservatore Romano, come innumerevoli altre volte, invece falsò i fatti scrivendo di una fantomatica vittoria di Chiavone e di altrettanti fantomatici 200 caduti nell’esercito italiano.
Il 19 ottobre arrivarono sul monte Ortica, il rifugio impervio dove la banda si era ritirata dopo la sconfitta, i rifornimenti portati da Zimmermann e dal francese Rivière insieme a sessanta uomini, raggiungendo così la forza di 400 effettivi ben armati. Zimmermann probabilmente informò Chiavone del tentativo di insurrezione generale già avviato da Borjes in Calabria, ciononostante non riuscì a convincerlo ad attaccare Sora e nemmeno, qualche giorno dopo, a fare un’incursione in Valle Roveto. Si andavano approfondendo così le fratture fra il pragmatismo popolano e la sete di avventura degli stranieri. Intanto, mentre Chiavone si tratteneva a casa della sua amante Olimpia, al campo c’erano numerosi nuovi arrivi. Tra loro, il conte Edwin Kalckreuth di Gotha, Giuseppe Conte brigante di Fondi e due ufficiali bavaresi.

### Composizione della banda "Chiavone"
La banda di Chiavone nell’ottobre del 1861 era così costituita:
Comandante in capo:
Luigi Alonzi Chiavone.
Stato maggiore:
colonnello: Henri Arnous de Rivière;
tenente colonnello: conte Edwin Kalckreuth;
maggiore: Ludwig Richard Zimmermann;
capitano, aiutante maggiore: Vincenzo Mattei;
alfieri: Lecart e Danglais, entrambi ex sergenti dell’artiglieria francese;
chirurgo: Agostino Serio.
Reparti:
Corpo speciale di guide sorane: un sergente, due caporali, un trombettiere e 17 guide;
la compagnia: un capitano, un alfiere e 67 uomini con molta esperienza militare;
2ª compagnia: un capitano e 45 uomini, in massima parte volontari siciliani;
3ª compagnia: un luogotenente e 51 uomini;
4ª compagnia: un capitano, un luogotenente e 47 uomini;
5ª compagnia: un capitano, un luogotenente e 60 uomini;
6ª compagnia: un capitano e 44 uomini quasi tutti molisani;
7ª compagnia: un luogotenente, un alfiere e 45 uomini quasi tutti abruzzesi;
8ª compagnia: un capitano, un alfiere e 42 uomini.
L’intera truppa contava 20 ufficiali, un medico, 59 sottufficiali e caporali, 7 trombettieri e 343 soldati, per un totale di 430 uomini.

## Altri stranieri
Durante tutto ottobre, fin quasi alla fine del mese, il tempo si era mantenuto sereno e Chiavone era restato senza problemi a casa di Olimpia, dove, con la scusa d’aspettare ordini e altri rinforzi, circondato da una pseudo corte, scimmiottava la vita dei nobili a cui era evidentemente legato da un sentimento di amore e odio. La sua amante lo assecondava, anzi lo spronava in questo, anche lei pervasa da un senso di rivalsa nei confronti dei “signori”. Verso la fine del mese, il tempo si mise al brutto e i briganti, stipati nelle grotte, cominciarono a penare per il freddo e la fame, visto che si erano interrotti anche i rifornimenti. Chiesero allora di scendere a valle, ma Chiavone negò loro ripetutamente il permesso nonostante fossero iniziate le prime diserzioni.
Il 2 novembre, le condizioni divennero disperate e Zimmermann diede l’ordine di marciare su casa Cocco. Lungo la strada furono raggiunti da una staffetta di Chiavone con l’ordine di acquartierarsi a Fontana Fratta, a un miglio dalle case Cocchi. L’ordine fu rispettato anche se Zimmermann, Kalckreuth e l’irlandese O’Keeff comunque proseguirono fino alla casa di Olimpia.
Il giorno dopo Zimmermann tentò nuovamente di convincere Chiavone ad attaccare, ma il capobanda si offese per l’insistenza e i due litigarono arrivando a minacciarsi reciprocamente con le pistole. L’Alonzi capì di aver esagerato e fece marcia indietro. Insieme si recarono all’accampamento della truppa dove Chiavone, con un discorso di circostanza rivolto ai suoi uomini, si impegnò ad attaccare il nemico di lì a pochi giorni. Dopodiché si rintanò di nuovo da Olimpia. Il 5 novembre, avendo ricevuto notizie rispetto al comportamento dei soldati francesi che si dimostravano troppo interessati ai movimenti della sua banda, temendo una loro collaborazione con i nazionali e quindi un imminente attacco di questi ultimi, separò le compagnie, dislocando gli uomini a difesa dei principali sentieri che portavano alla montagna. A mezzogiorno, mentre pranzava con Zimmermann che era andato a casa Cocco per protestare contro tale provvedimento, risuonarono numerosi spari provenienti da Fontana Fratta. Poi, numerose altre fucilate: i segnali d’allarme delle diverse postazioni. Chiavone affidò al tedesco la direzione delle operazioni e si rifugiò di volata sul monte Favone con il pretesto di controllare la battaglia dall’alto.
Zimmermann si precipitò verso Fontana Fratta e vide che l’attacco proveniva da due compagnie di soldati e un reparto di guardia nazionale. Al comando c’era il capitano Benzoni. Lo scontro si protrasse per circa due ore, ma alla fine gli italiani, per evitare l’accerchiamento, furono costretti a ripiegare su Castelliri che, posizionato su un cocuzzolo, con alte mura, poteva apparire inespugnabile, ma i briganti attaccarono con tale impeto che costrinsero i soldati a ritirarsi precipitosamente abbandonando la maggior parte dell’equipaggiamento, compresi 53 fucili, per rifugiarsi a Isola del Liri. Zimmermann scrisse nelle sue memorie, probabilmente esagerando, che i nazionali subirono una ventina morti, mentre i briganti solo una decina di feriti. Durante lo scontro si erano distinti per coraggio Conte, Mattei e l’irlandese O’Keeff.
I briganti entrarono in paese dando fuoco alla casa comunale e ad alcune case di “signori”. Saccheggiarono anche qualche negozio. Le fiamme e le colonne di fumo, ben visibili da Isola, gettarono nel panico i suoi abitanti ancora memori della strage subita nel 1799 ad opera dei francesi. Per fortuna Isola fu risparmiata anche perché i chiavonisti temevano l’arrivo di altre truppe da Sora.
Il sacco di Castelliri generò effetti contrastanti. A Sora Francesco Homodei, che, a seguito dell'integrazione amministrativa fra Nord e Sud dell’Italia, dal 1º novembre aveva assunto l’incarico di sottoprefetto, era preoccupato perché il partito filo-borbonico aveva ripreso baldanza e i contadini, prestando fede ad una certa suggestiva propaganda, davano per sicuro il ritorno di Francesco II che, a breve sarebbe addirittura venuto di persona a Sora per inaugurare un governo provvisorio borbonico. A casa Cocco, invece, Chiavone fu colpito da un'azione punitiva da parte dei francesi il cui comandante, generale Goyon, politicamente favorevole ai Borboni, era stato momentaneamente sostituito dal generale De Géraudon meno propenso ad appoggiare i legittimisti. Quest’ultimo aveva emanato disposizioni tendenti a limitare la devastazione dei centri abitatati. Di conseguenza fu decisa ed effettuata un’azione punitiva a seguito dell’attacco di Castelliri. La casa di Olimpia fu saccheggiata ed incendiata. I francesi appropriarono di molti oggetti-ricordo di Chiavone, ma soprattutto dell’archivio della banda con l’elenco aggiornato di tutti i suoi componenti ed avevano inoltre privato Chiavone di un rifugio comodo e sicuro in cui incontrare la sua donna. I francesi non si limitarono all’attacco delle Case Cocchi, ma intervennero anche a Fontana Fratta dove i briganti si trovarono presi fra i francesi che venivano dai Cocchi, altri che arrivavano da Casamari e gli italiani che sbarravano il confine. Non poterono fare altro che darsi alla fuga disperdendosi in tanti piccoli gruppi. La sera si ritrovarono intorno ai fuochi a Fontana di Luna. Chiavone apparve preoccupato e decise che, per stare tranquilli, il quartier generale andava definitivamente spostato al Valico dell’Ortica. L’ostilità dei francesi fu, però, di breve durata perché si spense con il ritorno di Goyon alle sue funzioni.
La mattina seguente (8 novembre) furono attaccati da tre colonne italiane partite da Sora, Isola e Castelliri, le respinsero con facilità, ma era la conferma dei timori di Chiavone, il quale la sera stessa si recò ai Cocchi insieme a Zimmermann per incontrare Rivière di ritorno da Roma. Il colonnello era latore di cattive novità: i soldi questa volta erano pochi e, in più, c’era l’ordine di entrare subito nell’ex regno. Egli, perciò, aveva già ordinato il pane per la truppa.
Il 9 all’alba erano di nuovo a Fossa, dove si era concentrata la banda. Gli uomini, molto provati dagli avvenimenti dei giorni precedenti, si risollevarono all’arrivo delle scorte di pane. Chiavone, non condividendo i piani di Rivière, proseguì con tre compagnie verso l’Ortica. In giornata arrivò da Roma il luogotenente Giuliano Patti che portava l’ordine di deporre dal comando il colonnello Rivière insieme ad una lettera riservata per Zimmermann, in cui si avvertiva che il colonnello stava tramando per consegnare l’intera banda agli italiani; perciò si consigliava a tutti gli ufficiali di recarsi a Roma per ricevere altri incarichi. La notizia fu diffusa fra gli ufficiali e quattro di loro: Zimmermann, Birnbaum, O’Keeff ed il parigino George Villiers de l’Isle Adam, lasciarono Fossa poco prima che Chiavone, all’oscuro di tutto, tornasse dall’Ortica. Subito dopo si presentò al campo un altro straniero: il belga Alfred de Trazégnies. Fu subito inserito fra i comandanti e la sera stessa partì per Ceprano, insieme all’intera banda. Il confine, costituito dal fiume Liri, fu superato gettando un ponte provvisorio, furono tagliati i fili del telegrafo e, giunti alla stazione ferroviaria di Ceprano, costrinsero 200 operai che stavano eseguendo lavori di manutenzione, ad arruolarsi nella banda.
Il giorno dopo (11 novembre) attaccarono Isoletta. I 18 uomini dell’esiguo presidio, comandati dal sergente Eracliano Cobelli, si rinserrarono nel castello, ma i briganti scalarono le mura e li misero in fuga. Si contarono quattro morti fra i briganti ed otto fra i soldati. I superstiti fuggirono a San Giovanni Incarico. I chiavonisti attaccarono ed espugnarono anche questo paese e, dopo aver saccheggiato alcune case, si attardarono a festeggiare e così furono sorpresi da una compagnia di soldati provenienti da Pico. Si sviluppò una battaglia nelle strade del paese da cui i briganti furono stanati e inseguiti fino al confine lasciando sul terreno 57 morti, fra cui il capitano Mattei, suo figlio Giovanni ed il marchese Trazégnies, mentre gli italiani ebbero un solo morto e quattro feriti.
A Roma, intanto, Zimmermann avendo riferito ai suoi superiori gli ultimi avvenimenti, aveva ricevuto l’ordine di organizzare una spedizione per la successiva primavera. In quel periodo rientrò a Roma, reduce dalla sciagurata impresa di San Giovanni Incarico, anche il colonnello Rivière, che fu immediatamente arrestato dai francesi su indicazione del comitato borbonico. Fu liberato dopo qualche settimana, ma costretto a lasciare Roma.
I chiavonisti rientrarono nella zona di Sora con molte difficoltà perché i francesi impedirono loro di sconfinare. La loro situazione si aggravava di giorno in giorno a causa delle perdite sul campo, i continui arresti, la mancanza di rifornimenti da Roma; cominciò a serpeggiare la voce che Chiavone trattenesse per sé e per le sue guide sorane il denaro pervenuto.
Non era vero. I rifornimenti erano calati per effettive difficoltà logistiche, ma soprattutto perché Chiavone non era più considerato affidabile. I rapporti pervenuti erano in massima parte negativi. Il Clary, per esempio, scriveva al principe di Scilla, Fulco Ruffo di Calabria: “Chiavone, al solito, sta facendo chiavonate; ora vuole entrare a Sora, e ci entrerà, purché non ne uscisse più...”. E il generale Bosco, il 16 novembre, gli mandò questo allettante invito: “Il Re nostro Signore vi comunica per mio mezzo che quando avrete Sora ve l’abbandonerà intieramente al saccheggio e al fuoco, con facoltà di obbligare con la forza i liberali a somministrarvi somme di denaro e tutto quant'altro vi fa bisogno, e passare per le armi i renitenti. Primo vostro pensiero sia quello di piantare la bandiera di Francesco II e proclamare il suo governo: al quale scopo avete illimitati poteri; e soprattutto non date quartiere al nemico”. In pratica una dichiarazione di scarso interesse per la banda e l’invito ad autofinanziarsi razziando i paesi vicini. Chiavone, dotato del semplice, concreto, buon senso contadino, evidentemente non prese in alcuna considerazione la proposta, ma il 20 novembre iniziò il trasferimento dell’intera banda sulle montagne di Fondi dove un clima più mite consentiva di superare più agevolmente l’inverno. Nella relazione che il sottoprefetto di Sora ne faceva al prefetto di Caserta, si precisava che Chiavone aveva anche inviato una lettera al sindaco di Monticelli (l'attuale Monte San Biagio) affinché rifornisse di pane la sua banda e che egli era convinto di poter arruolare fra i briganti molti renitenti al servizio di leva.

## Decadenza

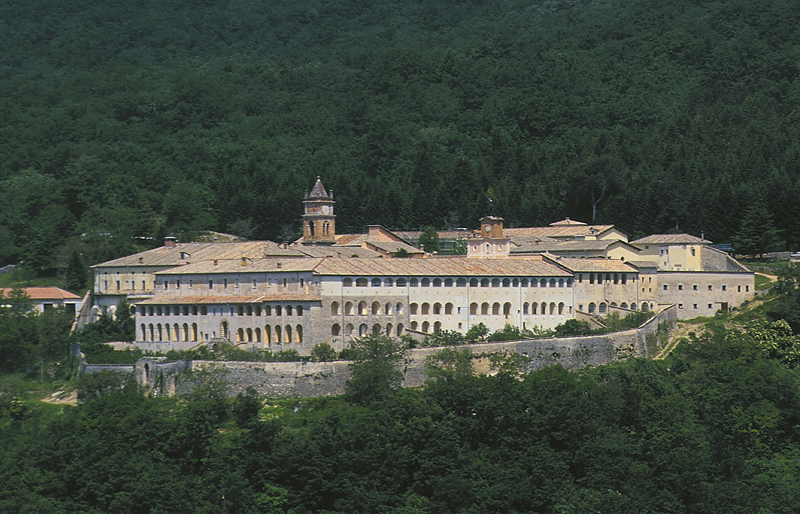
La certosa di Trisulti.

Le speranze di Chiavone andarono deluse, non ci fu l’arruolamento massiccio dei renitenti, anzi, stava perdendo ascendente sui suoi briganti e soprattutto sui suoi protettori romani. Infatti per controllare ed indirizzare il suo operato lo stato maggiore di Roma gli affiancarono un altro straniero: il generale spagnolo Rafael Tristany de Barrera reduce dalle guerre carliste, durante le quali era diventato un esperto di guerriglia, ed ex agente segreto di Francesco Giuseppe I d'Austria oltre che amico e commilitone del generale carlista Josè Borjes. Tristany peraltro tenne un resoconto degli avvenimenti molto importante per la ricostruzione storica del brigantaggio post-unitario.
Il Tristany partì da Roma il 19 novembre accompagnato soltanto dal tenente don Luis Vives de Cañamàs e arrivò al campo il 21 sera guidato da Petruccio, il nipote di Chiavone, che era stato mandato ad incontrarlo. Non ricevette una buona impressione né dell’Alonzi, né dei suoi uomini, ma pensò si potesse ancora recuperare la situazione. Avendo solo accennato la cosa a Chiavone, ne ricevette in cambio solo una minacciosa sfuriata. Fu l’inizio di una serie infinita di dissapori, invidie e gelosie.
Il generale spagnolo, fra l’altro, disapprovava la posizione del campo sulla cima di monte Magno che aveva da un lato, il mare, dietro, i francesi determinati a sbarrare la frontiera pontificia e, di fronte, la guarnigione italiana di Fondi forte di 600 uomini. Voleva quindi convincere Chiavone a tornare a Scifelli dove sarebbero anche arrivati dei rinforzi. Per tutta risposta l’Alonzi gli consigliò di ripartire al più presto. Anzi arrivò a tentare di farlo cadere in un tranello dicendogli che la guarnigione di Fondi era disposta a cambiare bandiera. Tristany avrebbe dovuto quindi andare ad accoglierne la resa. Lo spagnolo non abboccò invitandolo a diffidare dell’offerta. Chiavone, infuriato, ordinò a Tristany, Vives e Kalckreuth di lasciare il campo. Il 26 i tre partirono, destinazione finale Scifelli, dopo essere stati costretti a cedere tutto il loro denaro.
Contemporaneamente gli italiani sferrarono un attacco massiccio e su tre lati al campo dei briganti che risposero al fuoco senza rendersi conto della gravità della cosa fino a quando non entrarono in azione alcuni pezzi di artiglieria da montagna trascinati con grande sforzo dai soldati italiani fin sulla cima del monte. A quel punto i Chiavonisti si precipitarono in massa verso la frontiera pontificia che riuscirono ad attraversare grazie anche all’aiuto delle autorità papaline. Avevano perduto otto uomini e molti altri erano i feriti che furono subito trasportati con carri ai monasteri di Scifelli, di Casamari e all’ospedale di Monte San Giovanni. Lo stesso Chiavone fu ferito lievemente a una spalla. I superstiti rientrarono al vecchio quartier generale di Scifelli, a casa della vedova Cocchi, in piccoli gruppi per evitare i controlli dei francesi.
Chiavone arrivò il 27 ritrovando i tre ufficiali stranieri con cui continuarono le diatribe, il 30 i tre si trasferirono al monastero di Casamari, da cui, dopo il pranzo offerto dai monaci, Tristany ripartì per Roma, lasciando sul posto Vives e Kalckreuth. Chiavone invece si spostò sulle più sicure montagne di Sora da cui la notte tra il 3 e il 4 dicembre, con un centinaio di uomini, operò una rapida incursione per approvvigionarsi di viveri nella zona di Collelongo, sul versante opposto della Valle di Roveto. “Il solito assalto alla corsara, la razzia, lo scompiglio, lo scontro a fuoco e poi la fuga di decine di chilometri inerpicandosi alla caprina su pendìi impossibili, scivolando su dirupi infernali. Tutto in una notte. Con la debilitazione dell’affamato, la rabbia del reietto, il rischio del braccato.”
Nel mese di dicembre Chiavone fece un'altra puntata in Abruzzo. Questa volta nella Marsica in soccorso del generale Borjes che fuggiva dalla Basilicata dove il suo piano di rivolta generale era fallito sempre a causa delle rivalità fra capi stranieri e capibanda locali. Arrivò tardi, dopo che l’8 dicembre il Borjes era stato catturato nei pressi di Sante Marie e fucilato a Tagliacozzo. Anche questa volta Chiavone mise in atto un’azione puramente dimostrativa, devastando la dogana ubicata immediatamente fuori dal paese.
Qualche giorno dopo gli piovve addosso una nuova grana. Un capobanda di Fondi, tale “Cuccitto” (Francesco Piazza), aveva rapito il sindaco di Formia Francesco Spina che aveva a Frosinone un fratello “superiore dei frati del sangue sparso”, il quale sollecitò l’intervento delle autorità pontificie. Ovviamente Chiavone non poté esimersi dall’intervenire, ma era troppo tardi perché Cuccitto aveva già ammazzato il sindaco dopo averlo ferocemente torturato. L’episodio quindi contribuì a rafforzare il partito di quelli che consideravano i filoborbonici nient’altro che briganti della peggior specie.
Prima di Natale la banda, a corto di rifornimenti da Roma, operò alcune razzie in Valle di Comino (Casalvieri e Casalattico) e Valle Roveto (Civitella Roveto e Morino) lasciando sul terreno altri morti e perdendo altri uomini a causa dei continui arresti. Chiavone la notte di quel Natale restò al campo insieme ai suoi briganti e solo al mattino scese ai Cocchi per festeggiare con Olimpia, ma la sera tornò dai suoi sull’Ortica.
Nel campo avverso le cose andavano meglio, per esempio Giacomo Tronconi, sindaco di Sora, organizzò un sontuoso ricevimento di fine anno nel suo palazzo con pranzo, musiche e balli fino a notte, e la partecipazione degli ufficiali italiani.
Per la mattina del 31 dicembre invece il capitano Zanzi aveva organizzato con la sua compagnia una sorta di scampagnata da Isola fino a Fontana dell’Olmo nella Selva alta, anche per dar modo ai possidenti che si erano rifugiati in città per paura dei briganti, di visitare i loro possedimenti. I galantuomini declinarono l’invito e i soldati, appena giunti in prossimità della sorgente, non fecero in tempo nemmeno a posare gli zaini che si ritrovarono sotto una gragnuola di fucileria proveniente dalla montagna sovrastante e quando tentarono di contrattaccare, dovettero desistere perché investiti da una frana generata ad arte. Lo scontro a fuoco comunque proseguì fitto, fino a quando, dopo circa un’ora, i briganti decisero di defilarsi, probabilmente per aver esaurito le munizioni.
La notte fra il 2 ed il 3 gennaio 1862 un gruppo di ufficiali stranieri si accampò su monte S. Angelo. Sotto la guida del generale Tristany, erano presenti, fra gli altri, Vives, Kalckreuth, lo spagnolo marchese del Castillo, il capitano d’artiglieria borbonico Lastrucci e Scordino, ufficiale della gendarmeria di Francesco II, assunto ora come segretario dal generale catalano. Tristany si era già scontrato a Fumone con Petruccio latore di una lettera di Chiavone in cui si avanzavano pretese di denaro, il generale, dopo aver negato di aver ricevuto somme da consegnare a Chiavone, lo aveva cacciato in malo modo per poi proseguire il cammino. Il 7 si arrivò alle vie di fatto e Chiavone malmenò Kalckreuth e due ufficiali francesi depredandoli del denaro e delle armi. L’8 fu recapitata al Tristany una lettera di Francesco II che lo invitava ad abbandonare l’impresa per rientrare a Roma. Il catalano obbedì a malincuore. Chiavone si era comportato così duramente per via della grave situazione in cui versava la sua banda. Ad inverno già inoltrato, ma ancora lungo da superare, la banda subiva una cronica carenza di rifornimenti perché a Roma il comitato borbonico era paurosamente a corto di denaro, si era fatto di tutto, compreso il conio di monete fondendo l’argenteria del re, ed ora si era giunti allo spaccio di monete false.
Non apparve strano che qualche brigante arrivasse a costituirsi. Destò comunque enorme scalpore la resa del fratello di Chiavone, Valentino Alonzi che il 10 gennaio si presentò alle carceri di Sora. Interrogato sui nomi dei fiancheggiatori, si rifiutò di parlare, ma, in cambio dell’immunità, si disse disposto a indurre alla resa Luigi o, se non altro, i suoi più stretti collaboratori. Homodei coinvolse nella faccenda anche Mollicone il sindaco di Casalvieri, quello che, occupando Sora, aveva scatenato per primo l’ira di Chiavone inducendolo a ribellarsi. La scelta dell’intermediario fu chiaramente infelice per cui alla fine non se ne fece nulla e all’Homodei non restò che intensificare la sorveglianza e assoldare altre spie rendendo sempre più difficile la latitanza dell’Alonzi il quale, nel tentativo di far fronte alle numerose criticità, ri recò ripetutamente a Roma in cerca di appoggio fra i nobili napoletani ostili agli ufficiali stranieri.
Un altro duro colpo fu l'arresto di Conte il 9 dicembre, affezionato suo seguace, operato dei francesi. La centrale borbonica e lo stesso governo pontificio anche questa volta intervennero tardivamente e i francesi decisero di consegnarlo agli italiani. Durante il suo trasferimento oltre confine, tentò di fuggire, ma fu ferito e fermato dall'ufficiale comandante della scorta. Processato, fu condannato all'ergastolo. Senza più Conte, Zimmermann, Bimbaum, Mattei, Rivière, Kalckreuth, O’Keeff il vecchio stato maggiore di Chiavone era stato liquidato. Se a questo si aggiunge il nuovo clima di collaborazione instaurato dal francese Goyon con il governo italiano e le decine di arresti effettuati dai soldati italiani, ma anche dai francesi, si comprende la decisione di Alonzi di trasferire il campo base ed il comando nel convento di Trisulti dove i briganti potevano contare sull'appoggio incondizionato dei monaci.
All'inizio di marzo del 1862, lo stato maggiore borbonico, scartando progetti più ampi, ma troppo costosi e molto aleatori, optò per una serie di mini-invasioni da operare lungo i confini dello stato pontificio. Si profuse pertanto un grosso impegno per potenziare le bande di frontiera già esistenti e per crearne di nuove. Per eludere i controlli dei soldati francesi, si abbandonò l’itinerario diretto Roma-Valmontone-Alatri adottandone altri più sicuri per le nuove reclute. In questo modo, all'inizio di marzo, Chiavone arrivò a contare su oltre 200 uomini. Dato confermato dalla stampa internazionale, e dai resoconti del colonnello Lopez basati sul pane sfornato giornalmente a Veroli per i briganti. La direzione della campagna, fu di nuovo affidata al Tristany che il 20 marzo partì da Roma accompagnato da Coataudon, da Ciaraffa, Covin e parecchi altri legittimisti francesi, tedeschi e spagnoli. Duplice la destinazione: Vicovaro e Trisulti dove si stavano radunando due grosse bande. Quella di Trisulti si sarebbe poi acquartierata ad Arcinazzo Romano sotto il comando di Girolami, mentre quella di Vicovaro a Percile. Da lì sarebbe partita poi l’azione in concomitanza di una rivolta che sarebbe scoppiata a Napoli.
La banda Chiavone, rinforzata da quella di Arcinazzo, avrebbe dovuto puntare sul Molise. Le autorità italiane, però, allertate dal loro servizio d’informazione, presero una serie di contromisure facendo abortire il piano già sul nascere per cui Tristany si limitò ad azioni di disturbo volte a favorire l’aggregazione delle bande e la loro militarizzazione, soprattutto a sostituirsi a Chiavone che aveva perso il suo ascendente sul comitato romano e sui suoi uomini, già da parecchio senza soldo. Per le ragioni già dette, da Roma arrivava sempre meno denaro, ma alcuni “incidenti” crearono un clima di sospetto. A marzo, le guide incaricate di portare le paghe, per ben quattro volte, si presentarono al campo a mani vuote, asserendo di essere state derubate dai soldati francesi. I loro compagni, visto il ripetersi della cosa, sospettarono invece che si fossero appropriate delle cifre spartendole con il capo. Si cominciò anche a favoleggiare di tesori nascosti in una grotta vicino alla casa di Olimpia. È evidente che la tensione andò alle stelle anche se mai nessuno riuscì a portare la benché minima prova dei presunti imbrogli di Chiavone.
Intanto Zimmermann, deciso a fare da solo, aveva radunato 200 uomini che, sotto la guida di Pasquale Mancini, dovevano accamparsi sui monti di Fiuggi e Filettino all’inizio di aprile.
L’8 aprile con la cassa di guerra partì da Roma insieme a nove ufficiali fra cui i luogotenenti Rӧsser (austriaco) e Canicci (napoletano), gli alfieri Capobianco e Baresi (ex sergenti borbonici), il prussiano Bockelmann, il cappellano don Paolo, il chirurgo Silvestri (siciliano) e Bastone (possidente molisano) insieme al figlio. A Palestrina fecero sosta in una locanda per pranzare, ma dovettero fuggire in fretta perché furono avvisati dell’avvicinarsi di truppe francesi. Ciononostante Bastone, il cappellano e il chirurgo furono fermati dai francesi. Gli altri sette riuscirono a sfuggire e ad arrivare a Piglio, dove pernottarono. Il giorno dopo Zimmermann inviò un messaggero a Filettino per avere notizie, ma dopo tre ore si presentò un sottufficiale per comunicare che Mancini, giorni prima, era partito per gli Abruzzi dietro superiori ordini militari. Lì aveva attaccato Luco, nella Marsica, mettendo in fuga le 20 o 30 guardie nazionali e proclamando il governo di Francesco II. Era stato però subito dopo scacciato dal paese da una compagnia di fanteria e una squadra di guardie nazionali partite da Avezzano.
Fuggendo, sempre inseguiti, i briganti riuscirono a scavalcare la cima dei monti che li separavano dal fiume Liri, ma lì, trovandosi di fronte i soldati delle guarnigioni della valle Roveto, si erano dispersi. Otto furono catturati e fucilati sul posto, 40, guidati da Mancini, riuscirono a raggiungere il campo di Chiavone. Solo 25 tornarono nella zona del Piglio dove Zimmermann, che all’origine contava su 200 uomini, decise comunque di continuare a combattere e con quel pugno di briganti si stabilì il 10 aprile nella zona di Trisulti.
Chiavone, sull’Ortica con circa 200 volontari, lo stesso giorno riceveva la visita di un altro ufficiale straniero, lo spagnolo Bordanova che aveva comandato un reggimento napoletano durante l’assedio di Gaeta. Lo spagnolo si trattenne alcuni giorni durante i quali intanto a Roma i francesi avevano arrestato e consegnato agli italiani, l’importante capobanda Domenico Coja, quel tale “Centrillo” con cui l’Alonzi aveva inutilmente cercato di allearsi. Il giorno 17, mentre tre colonne italiane al comando di Govone e Lopez attaccavano la banda, Bordanova abbandonò il campo per tornare a Roma. Subito dopo il confine fu arrestato dai francesi, processato ed espulso nel giro di poco tempo. Intanto anche i francesi mossero da Alatri per attaccare Chiavone. Zimmermann, con i suoi, si rifugiò su monte Corvo. I Francesi puntarono sull’Ortica. Alla banda di Chiavone, attaccata su due fronti, non restò che disperdersi.
Solo a sera, dopo che francesi e italiani si erano ritirati, il gruppo del tedesco poté scendere a valle. Nella notte fu raggiunto da otto chiavonisti sbandati che furono accolti e rifocillati. All’alba Zimmermann ricevette una lettera di Chiavone che lo ringraziava per aver aiutato i suoi uomini e lo invitava di nuovo ad unirsi a lui, ma il tedesco declinò l’invito con la scusa che aveva l’ordine di dirigersi con i suoi in Molise. Il 23 sei ex chiavonisti, furono accolti nel gruppo di Zimmermann che lo stesso giorno ebbe notizie relativamente ad un rifornimento di munizioni, e all’arrivo, a breve, di molti ufficiali stranieri. Fu inoltre informato dei movimenti del Tristany.
Le difficoltà ad approvvigionarsi trasformarono le bande di rivoltosi in veri e propri briganti capaci, per fame, di derubare persino i più miseri dei contadini come accadde il 21 aprile a Castelliri dove, gli abitanti del circondario, accorsi in paese per la festa della patrona, Santa Maria Salome, furono assaliti e derubati delle loro colazioni al sacco, miseri pasti come pane rosso e cacio. Chiavone si diede anche lui alle rapine ed ai ricatti minacciando rappresaglie contro chi non aderiva alle sue richieste; arrivò persino ai sequestri di persona per ottenere riscatti in denaro che nessuno osava denunciare.
Il 27 aprile, all’alba, il gruppo di Zimmermann fu attaccato e messo in fuga dai francesi i quali poi incendiarono il bosco di monte Castello per impedire che i briganti lo usassero come rifugio. La pressione dei francesi era tale che, il 28 aprile, Antonio Bosco ed i suoi 32 uomini si presentarono a Filettino per arrendersi. Zimmermann, per risollevare il morale dei suoi 46 uomini, decise di attaccare qualche paese della valle di Roveto e, il 2 maggio, sormontato il Valico di Serra Sant'Antonio, si trovò di fronte al villaggio Meta. Qui diede l’ordine di fermarsi in attesa dei rifornimenti. Da Filettino, però, insieme al pane, arrivò la notizia che erano stati traditi da un loro compagno che aveva rivelato i loro piani ai francesi, i quali avevano sicuramente già informato l’esercito italiano. Dopo alcuni giorni di nervosa attesa, l’8 maggio, Zimmermann decise di attaccare Morino. Essendo il paese difeso da 120 soldati del 44º, l’unica possibilità era un attacco di sorpresa e di notte. Così fu fatto, ma la sorpresa non riuscì ed i briganti furono facilmente respinti e riuscirono a rientrare alla base con grande difficoltà ed avendo subito pesanti perdite.
Chiavone invece aveva optato per un’incursione nella valle di Comino, più rischiosa perché comportava una maggiore penetrazione in territorio nemico. Il 9 maggio assaltò Fontechiari con 150 uomini saccheggiando il macello, la farmacia e lo spaccio che poi fu incendiato insieme alla casa del sindaco. All’arrivo delle truppe italiane i briganti sgomberarono velocemente rifugiandosi sui monti di Casalvieri, ma non desistendo dall’impresa perché nei giorni seguenti tentarono un attacco a Santopadre, non riuscendo, scesero lungo la gola del Melfa poi risalirono monte Cairo e tentarono di attaccare Terelle. Di nuovo respinto dalla guardia nazionale, Chiavone decise finalmente la ritirata riuscendo con eccezionale capacità tattica a rientrare alla sua base vicino Sora dove ricevette anche dei rinforzi e portando così a 200 il numero dei suoi gregari

## La morte
Le difficoltà logistiche e le gelosie personali fra i “professionisti” della guerra e Chiavone “rozzo, e incolto dilettante”, andarono via via aggravandosi nel corso dell’estate 1862. L’esercito francese che operava nello Stato Pontificio a salvaguardia dei diritti del Papa contro le pretese del neonato Regno d’Italia, stava via via ritirando il suo tacito appoggio ai legittimisti borbonici che con il tempo avevano rivelato le loro scarse capacità e che erano ormai palesemente destinati al fallimento. Contemporaneamente i rapporti fra Tristany e Zimmermann da una parte e Chiavone dall’altra si facevano sempre più tesi.
Zimmermann aveva stabilito il campo in territorio pontificio, in una zona, Valle dell’Inferno, vicina al convento di Trisulti. I briganti avevano trovato riparo in due baracconi preesistenti e vicini ad una sorgente. Il 12 arrivò la notizia che i gregari di Chiavone si erano appropriati di un carico di armi destinato a loro e, subito dopo arrivò un gruppo di 28 briganti capeggiati da Teti che chiese di unirsi a Zimmermann dopo essersi abbondantemente lagnato del comportamento tenuto da Chiavone. La sua richiesta fu accolta, anche se con qualche riserva. Dal 13 al 18 maggio non si mossero dalla valle dell’Inferno perché aspettavano l’arrivo di una banda proveniente dalla Capitanata. Il loro capo era tale Giovanni Fortunato, detto Coppa, che aveva operato in collaborazione con Carmine Crocco anche in Basilicata. Coppa non arrivò, ma a causa dei francesi, furono costretti all’immobilità fino al giorno 21 maggio in cui si decise di entrare in territorio italiano arroccandosi sul massiccio della Meta e sulle Mainarde.
Poco prima della partenza si presentò Chiavone con al seguito 170 briganti, solo un gruppetto di essi si avvicinò al campo. Alla sua guida, il luogotenente Capucci che portava a Zimmermann l’ordine di riunirsi alla banda sotto il comando del sorano. Il tedesco lo cacciò in malo modo, ma poco dopo ricevette la visita di un certo Luciani che l’invitò, con fare diplomatico, ad incontrarsi da solo a solo con l’Alonzi per chiarire i dissidi. Il maggiore accettò l’invito e partì accompagnato da Teti e pochi altri. Nel momento dell’incontro Chiavone fece un ultimo tentativo di intimorire il suo ex aiutante, facendolo circondare all’improvviso da una quarantina di suoi gregari che si erano tenuti nascosti. Ma Zimmermann, vistosi perduto, puntò la pistola sul capobanda che, ancor più spaventato, lo invitò con parole rassicuranti ad abbassare l’arma, mentre i suoi uomini si facevano da parte. Zimmermann scrive che, passato questo momento di grave crisi si diressero tutti al suo campo dove lui trovò l’ennesima sorpresa. Gli uomini di Chiavone avevano occupato il bivacco del tedesco e disarmato i suoi uomini. Alle rimostranze del maggiore, che minacciò di ucciderlo per poi suicidarsi, Chiavone per un po’ tergiversò volendo riaffermare la propria superiorità gerarchica su Zimmermann e Tristany, ma alla fine cedette ordinando la restituzione delle armi. Quella notte la passò a valle dell’Inferno giocando a carte fino a tarda ora, ma la mattina dopo, il 22, lasciò il campo con tutta la sua banda per tornare sui monti di Sora.
Zimmermann, invece, per sfuggire ai francesi, ma anche a Chiavone, il 23, con 76 uomini si diresse a Pescasseroli con l’intenzione di unirsi a qualche banda molisana. La notte guadò il Liri vicino a Morino, arrivato in cima al versante opposto, si fermò per far mangiare gli uomini, ma, avvistati soldati italiani che risalivano a loro volta quel versante, ripartì fermandosi dopo qualche ora in un bosco sopra Collelongo e Villavallelonga, anche da lì dovette, però, presto allontanarsi a causa della pressione dei soldati per trasferirsi molto più in alto, a Schiena di Cavallo. Il 26 maggio venne a sapere che il giorno dopo Pescasseroli sarebbe rimasto sguarnito con solo 30 guardie nazionali a difesa del paese e decise di approfittare della situazione. Giunto nella notte a monte Tranquillo, all’alba del 27, mentre il capitano Duc restava di riserva con il grosso della banda, si avviò verso il paese con 25 uomini appostandosi dietro alcune rocce, poi inviò al sindaco un ordine scritto in cui si chiedeva la consegna delle armi e viveri per 200 uomini. Aspettò a lungo, ma l’unica cosa che ottenne fu l’attacco contemporaneo dei bersaglieri appostati nel paese e della fanteria proveniente da sud. Si trattava evidentemente di una trappola e non gli restò altro che fuggire inerpicandosi sempre più in alto verso monte Tranquillo. Oltre a Zimmermann, arrivarono in cima, in mezzo alla nebbia, solo Duc, Carucci e altri 10 uomini. Quando sentirono i soldati allontanarsi, si avviarono mestamente verso la valle del Liri sempre braccati dai soldati. La notte del 28 finalmente riuscirono ad attraversare il Liri e cominciarono a risalire il versante fino a Costa del Fago dove tesero un agguato agli inseguitori uccidendone due. Ripresa la marcia, raggiunsero finalmente il loro campo base nella valle dell’Inferno. Dopo aver licenziato per cattiva condotta 22 dei suoi uomini ed aver autorizzato Duc ad andare a farsi curare a Roma, Zimmermann si ritrovò con soli venticinque volontari e due ufficiali.
Il 31 maggio ricevette l’ordine di spostarsi sulle montagne di Pastena per unirsi a Tristany. La mattina seguente, il brigante Giuseppe Colino tentò di ammutinarsi perché gli era arrivata la notizia che Zimmermann li avesse venduti agli italiani. Il tedesco risolse la questione freddandolo con due colpi di pistola. Nei suoi scritti lasciò intendere che l’artefice della calunnia fosse stato Chiavone. Due giorni dopo, riacquistata la fiducia dei suoi uomini, Zimmermann raggiunse Tristany, che fino a quel momento aveva condotto una sola azione: il 30 aprile aveva fatto un’incursione a Campodimele procurandosi così un buon numero di fucili. Anche se il tedesco ricevette una pessima impressione dagli uomini di Tristany, apparendogli più interessati al bottino che non all’azione politica, decise, d'accordo con il generale, di tornare tutti insieme nella valle dell’Inferno, vicino a Trisulti, che di fatto fu raggiunta il 12 giugno.
Luigi Alonzi, intanto, era di nuovo passato al di là del Liri per fare campo sui monti abruzzesi a nord-est della valle di Comino, ma poi, era stato costretto a spostarsi sull’altopiano delle Cinquemiglia, dove si era unito alle bande abruzzesi di Luca Pastore e di Nunzio Tamburini. Insieme con loro saccheggiò Pietransieri e il 17 giugno attaccò senza successo Castel di Sangro. L’accordo fra i tre, però, durò pochissimo e Chiavone, verso il 20, si ritrasferì sui monti del sorano con una cinquantina di uomini.
Assommava invece a 45 uomini e 24 ufficiali la forza di Tristany e Zimmermann. Fra gli ufficiali si ricordano Duc, Molinet, Manuel Gil, D’Amore e Carucci. Il 23 giugno si presentò al campo Antonio Teti accompagnato da Giuseppe Desiati i quali dichiararono che avevano abbandonato Chiavone per servire agli ordini di Tristany insieme ad altri 33 compagni che si trovavano accampati a Costa del Fago. Furono accettati, nonostante che Teti avesse già una volta tradita la fiducia di Zimmermann il quale mandò il sergente Fazio a Costa del Fago per indagare. Questi, tornato verso sera, informò i suoi superiori che si trattava di un inganno. La mattina dopo furono scoperte altre prove a carico di Teti per cui fu mandata la truppa agli ordini di Duc, Molinet e Manuel al campo di Costa del Fago per disarmare e arrestare tutti i banditi. Poco dopo mezzogiorno furono anche scoperte alcune lettere scritte da Chiavone e inviate a Teti tramite un contadino da cui appariva chiaramente che quella di Teti era una manovra truffaldina tendente ad esautorare Tristany e riaffermare la supremazia di Chiavone. Allora, fugato ogni dubbio, fu subito riunito un tribunale di guerra presieduto da Zimmermann che condannò a morte Teti e Desiati. La sentenza fu eseguita il giorno successivo in un bosco vicino a Morino. Dopo la morte di Teti, 18 suoi compagni vennero accolti nella banda e gli altri furono lasciati liberi.
Il 27 giugno Chiavone, non avendo più avute notizie di Teti, si avviò con i suoi dall’Ortica per cercarlo. Giunto in località Costa del Fago, trovò il bivacco dell’amico deserto. Allora lasciò lì il tenente Capucci con il grosso della banda, e lui, con 21 guide continuò la ricerca giungendo all’inizio di valle dell’Inferno. Zimmermann riconobbe i segnali della banda Chiavone e immediatamente dispiegò gli uomini in modo da accerchiarla. L’agguato riuscì e, dopo mezz’ora Chiavone e le sue guide arrivarono al campo di Tristany “scortati” dagli uomini di Molinet e di Manuel Gil. Solo una delle guide era sfuggita alla trappola ed era corsa ad avvertire Cappucci il quale, però, pur disponendo di un centinaio di uomini, non fece nulla per aiutare Chiavone, forse felice anche lui di essersene liberato. Comunque non durò a lungo. Essendosi trasferito in Abruzzo, il 14 agosto fu ucciso mentre tentava di assalire la casa del sindaco di Campo di Giove.
Da questo punto, l’unica fonte disponibile è costituita dal resoconto dello Zimmermann riportato nella sua opera Erinnerungen eines ehemaligen Briganten-Chefs
Sembra che Chiavone fu molto ossequioso nei confronti di Tristany baciandogli le mani e, una volta introdotto con Ferdinando Lombardi (suo inseparabile segretario) nella baracca – comando, lui e le sue guardie, abbiano deposto le armi senza opporre resistenza alcuna. Subito dopo fu informato della morte di Teti e gli furono mostrate le lettere incriminate. Sempre secondo Zimmermann, Chiavone, non avendo validi argomenti, si gettò per terra supplicando i presenti di credere che lui era innocente e che era stato a sua volta raggirato dal Teti mentre Lombardi assisteva rattrappito dalla paura.
Alla sera fu riunito un tribunale di guerra presieduto da Tristany e composto dal luogotenente Castagna, dal maggiore Castilli, dai capitani Alvarez e Sarracino e dallo stesso Zimmermann. Tribunale che decretò all’unanimità la pena di morte sia per Chiavone che per Lombardi. Però si decise (su proposta di Castagna, ma l’opposizione di Zimmermann e Alvarez) di eseguire la condanna di nascosto, mentre si faceva finta di scortarlo oltre frontiera per consegnarlo ai gendarmi papalini.
Dopo una notte di tensione, all’alba, Chiavone “era quasi paralizzato dall’angoscia. Uscendo dal capanno si gettò a terra gridando e fu necessario pungolarlo con le baionette per farlo alzare. Alle 4, il plotone d’esecuzione, al comando del luogotenente Giuliano Patti, marciò in direzione di Trisulti.” Ad un certo punto, con la scusa di evitare una pattuglia francese, si inoltrò nel folto della macchia e qui il Patti comunicò ai due che era arrivata l’ora della morte. Sempre secondo la versione dello Zimmermann, pare che a questo punto Chiavone si lasciò andare ad eccessi veramente ignobili. Si gettò ripetutamente a terra rotolandosi, contorcendosi e gridando la propria innocenza. Tentò di ritardare per tre volte l’esecuzione chiedendo ogni volta di recitare un’orazione, ma ogni volta ricominciando a dimenarsi. Alla fine Patti esasperato fece segno a due briganti di sparare alle spalle dei condannati che caddero faccia a terra. “E fu subito silenzio. Il segretario Lombardi era morto, ma l’Alonzi non era stato colpito perché uno dei due fucili aveva fatto cilecca. Ciò nonostante il brigante giacque come morto in quella posizione e aspettò il colpo di grazia che, sparato a distanza ravvicinata, gli penetrò dietro l’orecchio sinistro e fuoruscì sotto l’occhio destro.” Era il 28 giugno 1862, in un posto imprecisato della boscaglia di valle dell’Inferno presso Trisulti.
Dopo parecchi giorni in cui i briganti di Tristany furono impegnati a sfuggire ai pattugliamenti franco-italiani, la sera del 4 luglio Zimmermann e altri ufficiali con altri pochi uomini, tornarono sul luogo dell’esecuzione, allestirono un rogo e bruciarono i cadaveri dei due giustiziati. “Dopo che Zimmermann ebbe tagliato, per tenerlo come trofeo, eine Locke von Chiavone ’s Haupte, un ricciolo della chioma di Chiavone. “Il fuoco bruciò tutta la notte”, racconta il funesto memorialista tedesco, “e quando la stella del mattino comparve nel cielo, anche l’ultimo osso era diventato cenere”.